# Tập Cận Bình
Tập Cận Bình (giản thể: 习近平; phồn thể: 習近平; bính âm: Xí Jìnpíng; phát âm: [ɕǐ tɕînpʰǐŋ], sinh ngày 15 tháng 6 năm 1953) là một chính trị gia người Trung Quốc. Ông hiện đang là Tổng Bí thư Đảng Cộng sản Trung Quốc, Chủ tịch nước Cộng hòa Nhân dân Trung Hoa và Chủ tịch Quân ủy Trung ương Trung Quốc. Tập là nhà lãnh đạo tối cao, quan chức cấp cao nhất ở Trung Quốc từ năm 2012, và ông chính thức nhận được danh hiệu "nhà lãnh đạo hạt nhân" từ Đảng Cộng sản Trung Quốc năm 2016. Tập cũng là một thành viên của Ban Thường vụ Bộ Chính trị Đảng Cộng sản Trung Quốc lần thứ 17, 18, 19, 20 từ năm 2007.
Là con trai của Đảng viên Đảng Cộng sản Trung Quốc kì cựu Tập Trọng Huân, ông tới trại lao động vùng nông thôn huyện Diên Xuyên ở tuổi thiếu niên sau khi cha của ông bị thanh lọc trong thời kì Đại Cách mạng văn hóa vô sản và đã sống trong một hang động ở vùng nông thôn của làng Lương Gia Hà, nơi ông làm việc cho một bí thư đảng ủy. Sau khi học xong chương trình tại Đại học Thanh Hoa với tư cách là "Công nông binh học viên", Tập đã thăng tiến cấp bậc chính trị ở những tỉnh ven biển Trung Quốc. Ông là người đứng đầu tỉnh Phúc Kiến từ 1999 đến 2002. Ông cũng đứng đầu, sau là Bí thư đảng ủy của tỉnh Chiết Giang bên cạnh từ 2002 tới 2007. Sau vụ cách chức bí thư đảng ủy Thượng Hải Trần Lương Vũ, Tập đã được chuyển tới để thay thế ông này trong một nhiệm kỳ ngắn năm 2007. Ông gia nhập Ban thường vụ Bộ chính trị và Bí thư trung ương trong tháng 10 năm 2007, dành 5 năm tiếp theo như là nhân vật kế tục chắc chắn của chủ tịch Hồ Cẩm Đào. Tập Cận Bình là Phó Chủ tịch nước Cộng hòa Nhân dân Trung Hoa từ 2008 đến 2013 và Phó Chủ tịch Ủy ban Quân sự trung ương từ 2010 đến 2012.
Tập Cận Bình là thế hệ tổng bí thư đầu tiên được sinh ra sau sự thành lập của Cộng hòa nhân dân Trung Hoa. Kể từ khi lên nắm quyền lực, Tập đã đưa ra những biện pháp mạnh để buộc đảng kỉ luật và để bảo bảo đảm thống nhất nội bộ. Những chiến dịch chống tham nhũng của ông đã dẫn tới sự suy sụp của những người đương chức và đã nghỉ hưu của Đảng cộng sản, bao gồm những thành viên của Ủy ban thường trực Bộ chính trị. Là một người ủng hộ chủ nghĩa dân tộc Trung Quốc, ông đã siết chặt những hạn chế trên xã hội dân sự và nghị luận tư tưởng bằng việc tăng lên công tác kiểm duyệt và giám sát diện rộng, ủng hộ kiểm duyệt Internet ở Trung Quốc như một khái niệm của "chủ quyền quốc gia trên internet". Tập kêu gọi những cải cách kinh tế thị trường xã hội chủ nghĩa hơn nữa, cho việc quản trị theo luật pháp và cho việc củng cố những thể chế pháp lý, với một nhấn mạnh lên khát vọng cá nhân và quốc gia dưới khẩu hiệu "Giấc mơ Trung Quốc". Tập Cận Bình cũng đấu tranh cho nhiều chính sách quốc tế kiên quyết, đặc biệt về mặt Quan hệ Nhật Bản–Trung Quốc, tuyên bố chủ quyền của Trung Quốc tại Biển Đông, và vai trò của nước này như một lãnh đạo ủng hộ của thương mại tự do và toàn cầu hóa. Ông cũng tìm cách mở rộng ảnh hưởng của Trung Quốc lên châu Phi và Lục địa Á-Âu thông qua Sáng kiến Vành đai và Con đường.
Với tư cách là nhân vật trung tâm của thế hệ lãnh đạo thứ năm của Cộng hòa Nhân dân Trung Hoa, Tập Cận Bình tập trung hóa đáng kể quyền lực thể chế bằng cách đảm nhiệm một loạt vị trí lãnh đạo rộng lớn, bao gồm chủ tịch Ủy ban an ninh quốc gia mới được thành lập, cũng như những ban chỉ đạo mới lên cải cách xã hội và kinh tế, cấu trúc lại quân sự và hiện đại hóa, Internet. Tư tưởng chính trị của Tập Cận Bình được đưa vào đảng và hiến pháp quốc gia. Nhiệm kì của ông cũng được coi là sự trở lại của tinh thần sùng bái cá nhân và gỡ bỏ giới hạn nhiệm kì cho chức vụ Chủ tịch nước năm 2018.

## Tiểu sử
Tập Cận Bình sinh ngày 15 tháng 6 năm 1953 tại Bắc Kinh, là con trai của cựu Phó Thủ tướng Trung Quốc Tập Trọng Huân và vợ của ông là Tề Tâm. Sau khi nước Cộng hòa Nhân dân Trung Hoa được Mao Trạch Đông thành lập vào năm 1949, cha của Tập được giữ một loạt các chức vụ quan trọng, bao gồm Trưởng ban tuyên truyền, Phó thủ tướng, và phó chủ tịch của Quốc hội Trung Quốc. Tập có hai người chị, Kiều Kiều (tiếng Trung: 桥桥), sinh năm 1949 và An An (tiếng Trung: 安安), sinh năm 1952. Cha của Tập đến từ Phú Bình, tỉnh Thiểm Tây, Trung Quốc, và Tập có dòng dõi xa xưa đàng nội từ Xiying ở Đặng Châu, Hà Nam.
Tập đã đến học tại trường tiểu học 101 Bắc Kinh trong những năm thập kỉ 60. Ở đó, ông nảy sinh tình bạn thân thiết với Lưu Hạc, người sau này trở thành phó chủ tịch Trung Quốc và một cố vấn thân cận của Tập sau khi ông trở thành lãnh đạo tối cao của Trung Quốc. Năm 1963, khi ông 10 tuổi, cha ông bị tước chức vụ Đảng và phải tới làm việc trong một công ty ở Lạc Dương, Hà Nam. Tháng 5 năm 1966, Cách mạng văn hóa đã làm gián đoạn thời gian ngắn việc học trung học của Tập khi tất cả các lớp trung học bị ngừng lại để tập trung vào việc học sinh chỉ trích và chống lại những thầy giáo của họ. Một người chị của ông, Tập Hà Bình, đã bị giết tại nhà Tập trong một cuộc lục soát của hồng vệ binh trẻ tuổi. Sau đó mẹ của ông bị ép để đấu tố công khai cha của ông, và Tập Trọng Huân bị đưa đi diễu hành trước đám đông với tư cách là một kẻ thù của cách mạng. Cha ông sau đó bị đưa vào tù năm 1968 khi Tập Cận Bình mới 15 tuổi. Không có sự bảo vệ của cha, Tập đã bị gửi tới làm việc ở làng Lương Gia Hà, thị trấn Văn An, Diên Xuyên, Diên An, Thiểm Tây trong năm 1969 trong Phong trào xuống Nông thôn của Mao Trạch Đông. Ông đã làm việc như Bí thư đảng ủy của Lương Gia Hà, tại đó ông đã sống trong một hang động. Sau một vài tháng, không thể cầm cự nổi cuộc sống ở nông thôn, ông đã trốn về Bắc Kinh. Ông bị bắt trong một cuộc vây bắt những người đào ngũ từ nông thôn và được đưa tới một trại lao động để đào kênh mương.
Sau khi bị từ chối 7 lần, Tập đã gia nhập Phong trào Liên minh cộng sản trẻ Trung Quốc năm 1971, một phong trào cộng sản dành cho người từ 14 tới 28 tuổi của Cộng hòa Nhân dân Trung Hoa. Ông đã gặp lại cha mình vào năm 1972 nhờ Thủ tướng Chu Ân Lai cho phép. Từ năm 1973, ông đã ứng tuyển để gia nhập Đảng cộng sản Trung Quốc 10 lần và cuối cùng được chấp nhận ở lần ứng tuyển thứ 10 trong năm 1974.
Từ năm 1975 tới 1979, Tập đã học ngành công nghệ hóa học tại Đại học Thanh Hoa với tư cách là một "Công nông binh học viên". Các kĩ sư chuyên ngành được dành khoảng 15% thời gian của họ nghiên cứu Chủ nghĩa Marx, Chủ nghĩa Lenin, Tư tưởng Mao Trạch Đông và 5% của họ làm việc đồng áng và "học hỏi Quân đội Giải phóng Nhân dân".
Từ năm 1979 đến 1982, Tập phục vụ như một thư ký cho người từng là cấp dưới của cha ông là Cảnh Tiêu, ông này sau là phó chủ tịch và tổng thư ký Ủy ban quân sự trung ương. Điều đó đã làm cho Tập thu được một vài nền tảng kiến thức quân sự. Trong năm 1985, ông là thành viên của một phái đoàn người Trung Quốc tới Hoa Kỳ để nghiên cứu nông nghiệp, ông ở trong một gia đình người Hoa Kỳ, họ đã sống ở một thị trấn của thành phố Muscatine, Iowa. Chuyến đi này, và hai tuần của ông ở với gia đình người Hoa Kỳ, được xem là đã có một ấn tượng lâu dài với ông và những quan điểm của ông đối với Hoa Kỳ.
Năm 1982, ông được phái tới huyện Chính Định ở Hà Bắc làm phó bí thư của huyện Chính Định. Ông được bổ nhiệm vào năm 1983 cho chức bí thư, trở thành quan chức hàng đầu của huyện. Tập sau đó phục vụ ở 4 tỉnh trong sự nghiệp chính trị địa phương của ông: Hà Bắc (1982-1985), Phúc Kiến (1985-2002), Chiết Giang (2002-2007), và Thượng Hải (2007). Tập đã giữ những vị trí công tác trong Đảng bộ thành phố Phúc Châu và trở thành chủ tịch Đảng bộ ở Phúc Châu vào năm 1990. Nam 1997, ông được bổ nhiệm làm thành viên dự khuyết của Ủy viên trương Đảng cộng sản Trung Quốc nhiệm kỳ thứ 15. Tuy nhiên, trong số 151 thành viên dự khuyết của Ủy ban trung ương được bầu tại Đại hội Đảng thứ 15, Tập đã nhận được số phiếu bầu thấp nhất, đặt ông cuối cùng trong xếp hạng các thành viên, trên danh nghĩa do địa vị của ông như một "tập ấm".
Từ năm 1998 tới 2002, Tập đã học lý thuyết chủ nghĩa Marx và tư tưởng giáo dục ở Đại học Thanh Hoa, đã tốt nghiệp tại trường này với một bằng tiến sĩ luật và hệ tư tưởng vào năm 2002. Năm 1999, ông được bổ nhiệm Phó chủ tịch của Phúc Châu, sau đó ông trở thành chủ tịch thành phố này một năm sau đó. Ở Phúc Châu, Tập đã thực hiện những nỗ lực để thu hút đầu tư từ Đài Loan và củng cố kinh tế khu vực tư nhân của tỉnh. Vào tháng 2 năm 2000, ông và Bí thư đảng ủy lúc đó là Trần Minh Nghĩa (Chen Mingyi) được triệu tập trước những thành viên cấp cao của Ủy ban thường trực bộ chính trị Trung Ương Đảng của Đảng cộng sản Trung Quốc - gồm tổng bí thư Giang Trạch Dân, Thủ tướng Chu Dung Cơ, phó chủ tịch Hồ Cẩm Đào và Bí thư thanh tra kỷ luật Úy Kiện Hành - để giải thích các khía cạnh của vụ bê bối tập đoàn Nguyên Hoa (Yuanhua).
Năm 2002, Tập Cận Bình rời Phúc Kiến và đảm nhiệm những vị trí công tác chính trị ở tỉnh bên cạnh là Chiết Giang. Ông cuối cùng đảm nhiệm vị trí bí thư đảng ủy tỉnh này sau nhiều tháng giữ chức quyền chủ tịch, chiếm một vị trí công tác cao nhất cấp tỉnh cho lần đầu tiên trong sự nghiệp. Năm 2002, Tập được bầu thành một thành viên chính thức của Ủy ban trung ương lần thứ 16, đánh dấu sự thăng tiến bước vào sân khấu chính trị quốc gia. Trong khi ở Chiết Giang, Tập đã chịu trách nhiệm về báo cáo tốc độ phát triển trung bình 14 % mỗi năm. Sự nghiệp của ông ở Chiết Giang được đánh dấu với một thái độ nghiêm khắc và thẳng thắn chống lại những quan chức tham nhũng. Điều đó đã làm cho ông có danh tiếng ở trên truyền thông quốc gia và đã thu hút sự chú ý của những lãnh đạo cấp cao Trung Quốc.
Sau sự cách chức của Bí thư Thượng Hải là Trần Lương Vũ vào tháng 9 năm 2006 do một vụ bê bối quỹ an ninh xã hội, Tập được chuyển đến Thượng Hải vào tháng 3 năm 2007 tại đó ông đã làm bí thư Đảng trong 7 tháng. Ở Thượng Hải, Tập đã ngăn các vụ tranh cãi và được biết đến cho việc tuyệt đối tuân theo kỉ luật đảng. Ví dụ, những lãnh đạo Thượng Hải cố để kiếm đặc ân từ ông bằng cách sắp đặt một chuyến tàu đặc biệt để ông di chuyển qua lại giữa Thượng Hải và Hàng Châu cho việc ông hoàn thành giao công việc của ông tới người kế tục chức bí thư Chiết Giang là Zhao Hongzhu. Tuy nhiên, Tập đã từ chối đi tàu, trích dẫn sự bắt buộc lỏng lỏng theo quy định của đảng rằng những chuyến tàu đặc biệt chỉ để dành riêng cho "những lãnh đạo quốc gia". Trong khi ở Thượng Hải, ông đã hoạt động về việc giữ sự thống nhất của sự tổ chức đảng ở địa phương. Ông đã cam kết tại Thượng Hải sẽ không xảy ra 'thanh lọc' trong thời gian ông nắm quyền, mặc dù thực tế có nhiều quan chức địa phương bị cho là bị liên can trong vụ án tham nhũng của Trần Lương Vũ. Trên hầu hết các vấn đề Tập phần lớn đã bắt chước đường lối của lãnh đạo trung ương.
Tập Cận Bình là Ủy viên Dự khuyết Ủy ban Trung ương Đảng Cộng sản Trung Quốc khóa XV, Ủy viên Chính thức Ủy ban Trung ương Đảng các khoá XVI, XVII, XVIII, XIX, bắt đầu được bầu làm Ủy viên Trung ương khi được bổ nhiệm làm Tỉnh trưởng Chính phủ Nhân dân tỉnh Chiết Giang năm 2002.

## Vuơn đến quyền lực

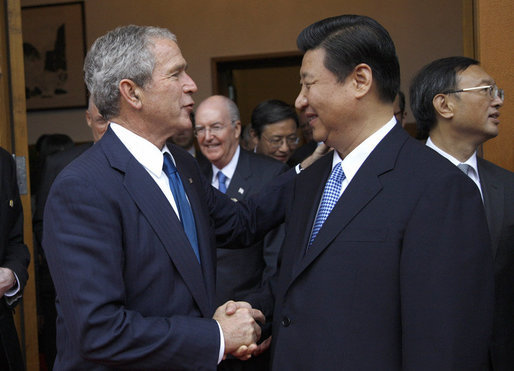
Tập Cận Bình gặp Tổng thống Hoa Kỳ George W. Bush vào tháng 8 năm 2008

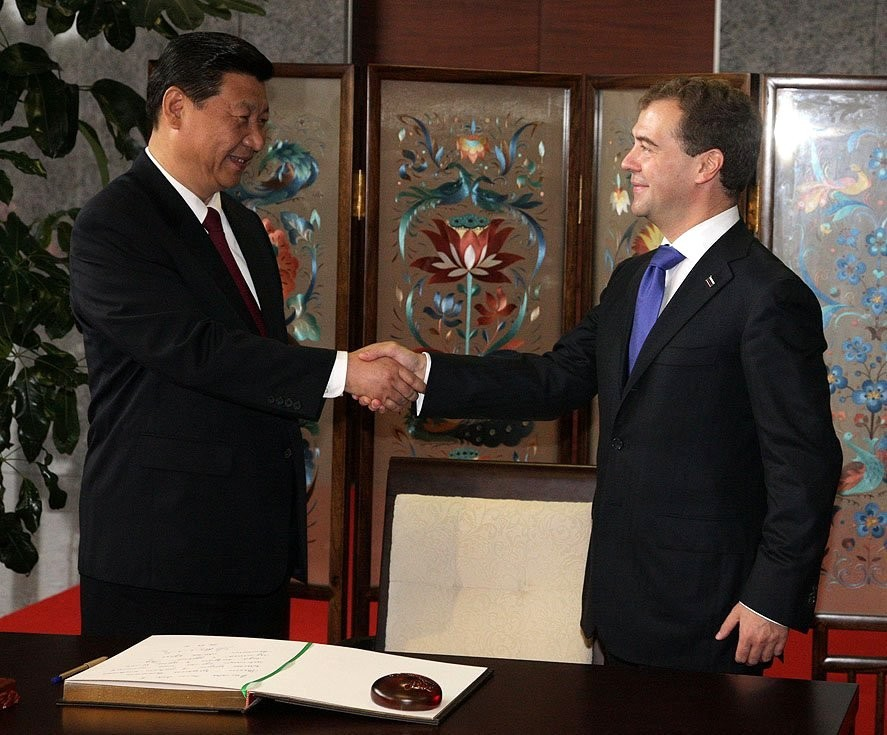
Tập Cận Bình với Tổng thống Nga Dmitry Medvedev vào ngày 28 tháng 9 năm 2010

Tháng 10 năm 2007, tại Đại hội 17 Đảng Cộng sản Trung Quốc, ông được bầu làm Ủy viên Thường vụ Bộ Chính trị, Bí thư Ban Bí thư Trung ương; được phân công kiêm nhiệm Hiệu trưởng Trường Đảng Trung ương.
Ngày 15 tháng 3 năm 2008, Tập Cận Bình được Đại hội Đại biểu nhân dân toàn quốc bầu làm Phó Chủ tịch nước Cộng hòa Nhân dân Trung Hoa. Ông được phân công làm Tổng Chỉ huy công tác tổ chức Olympic Bắc Kinh khai mạc lúc 8 giờ 8 phút tối ngày 8 tháng 8 năm 2008. Sau trận động đất Tứ Xuyên 2008, Tập đã đến thăm các khu vực chịu thảm họa ở Thiểm Tây và Cam Túc. Ông thực hiện chuyến công du nước ngoài đầu tiên trên cương vị Phó chủ tịch nước tới Triều Tiên, Mông Cổ, Ả Rập Xê Út, Qatar và Yemen từ ngày 17 đến ngày 25 tháng 6 năm 2008. Sau Thế vận hội, Tập được bổ nhiệm làm chủ tịch ủy ban chuẩn bị cho Lễ kỷ niệm 60 năm ngày thành lập nước Cộng hòa Nhân dân Trung Hoa. Ông cũng được cho là người đứng đầu một ủy ban cấp cao nhất của ĐCSTQ có tên là Dự án 6521, chịu trách nhiệm đảm bảo ổn định xã hội trong một loạt các ngày kỷ niệm nhạy cảm về chính trị vào năm 2009.
Vị trí của Tập với tư cách là người kế nhiệm rõ ràng để trở thành nhà lãnh đạo tối cao đã bị đe dọa bởi sự thăng tiến nhanh chóng của Bạc Hy Lai, bí thư đảng ủy Trùng Khánh vào thời điểm đó. Bạc được kỳ vọng sẽ gia nhập Ủy ban Thường vụ tại Đại hội Đảng lần thứ 18, với hầu hết mọi người đều kỳ vọng rằng cuối cùng ông sẽ cố gắng tự mình điều động để thay thế Tập. Các chính sách của Bạc ở Trùng Khánh đã truyền cảm hứng cho khắp Trung Quốc bắt chước và nhận được lời khen ngợi từ chính Tập trong chuyến thăm Trùng Khánh của Tập vào năm 2010. Hồ sơ ca ngợi Tập sau đó đã bị xóa sau khi ông trở thành nhà lãnh đạo tối cao. Sự sụp đổ của Bạc sẽ đi kèm với sự cố Vương Lập Quân, mở ra cánh cửa cho Tập lên nắm quyền mà không có đối thủ.
Tập được coi là một trong những thành viên thành công nhất của Princelings, một nhóm gần như chính trị gia là hậu duệ của những nhà cách mạng Cộng sản Trung Quốc thời kỳ đầu. Cựu thủ tướng Singapore, Lý Quang Diệu, khi được hỏi về Tập, cho biết ông cảm thấy ông là "một người chu đáo đã trải qua nhiều thử thách và đau khổ." Lý cũng nhận xét: "Tôi sẽ xếp ông ấy vào hạng người Nelson Mandela. Một người có tinh thần ổn định cao độ và không để những bất hạnh hay đau khổ cá nhân ảnh hưởng đến khả năng phán đoán của mình. Mặt khác lời nói, ông ấy thật ấn tượng."  Cựu Bộ trưởng Tài chính Hoa Kỳ Henry Paulson mô tả Tập là "kiểu người biết cách đưa mọi thứ vượt quá mục tiêu." Thủ tướng Úc Kevin Rudd nói rằng Tập "có đủ nền tảng về cải cách, đảng phái và quân sự để trở thành người của chính mình."
Ngày 18 tháng 10 năm 2010, Hội nghị Toàn thể Ban Chấp hành Trung ương lần thứ 5, khóa 17, Đảng Cộng sản Trung Quốc tại Bắc Kinh đã bầu Tập Cận Bình giữ chức Phó Chủ tịch Quân Ủy Trung ương - đây là cơ quan chỉ đạo và quyết định mọi đường lối quân sụ của Quân Giải phóng Nhân dân Trung Quốc.
Ngày 15 tháng 11 năm 2012, Ban Chấp hành Trung ương Đảng Cộng sản Trung Quốc khóa 18 đã tiến hành phiên họp đầu tiên sau Đại hội Đảng Cộng sản lần thứ 18 và quyết định bầu ông làm Tổng Bí thư Ủy ban Trung ương Đảng Cộng sản Trung Quốc, Chủ tịch Ủy ban Quân sự Trung ương Đảng Cộng sản Trung Quốc.
Ngày 14 tháng 3 năm 2013, Tập Cận Bình được bầu làm Chủ tịch nước Cộng hòa Nhân dân Trung Hoa, Chủ tịch Ủy ban Quân sự Trung ương Cộng hòa Nhân dân Trung Hoa, kết thúc quá trình chuyển giao quyền lực ở quốc gia này.

## Lãnh đạo

### Bảo vệ truyền thống đạo đức, văn hóa xã hội

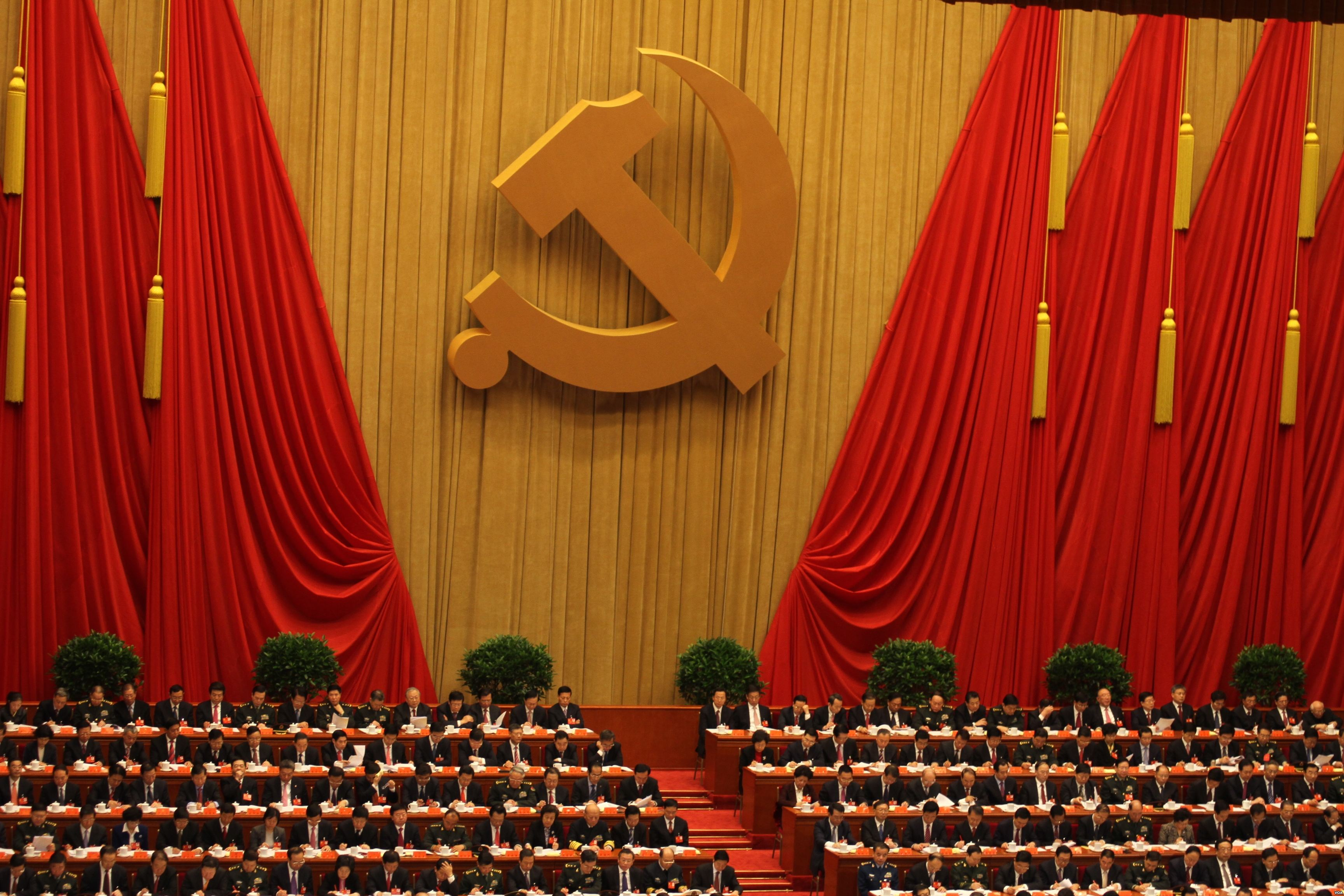
Đại hội Đảng Cộng sản Trung Quốc lần thứ 18 năm 2012

Tập Cận Bình được cho là người ngưỡng mộ văn hóa truyền thống Trung Quốc. Tại Đại hội Đảng ngày 30 tháng 11 năm 2016, ông có bài phát biểu dài ca ngợi văn hóa truyền thống và đưa ra 4 yêu cầu đối với giới văn nghệ, rằng dân tộc Trung Hoa muốn thực hiện cuộc phục hưng vĩ đại, không chỉ cần phát triển mạnh về vật chất mà còn cần phát triển về sức mạnh tinh thần tương xứng, và "một dân tộc vứt bỏ hoặc quay lưng với lịch sử văn hóa của mình thì không chỉ không thể phát triển được mà rất có thể còn thường xuyên hứng chịu bi kịch lịch sử". Theo ông Tập, giới văn nghệ "tuyệt đối không thể khinh nhờn tổ tiên, xem nhẹ kinh điển, không tôn trọng các bậc anh hùng". Ông cũng lên án '"8 hiện tượng quái dị" trong giới văn nghệ, đề nghị họ phải khắc phục tâm lý vụ lợi, tự giác chống chủ nghĩa sùng bái kim tiền, chủ nghĩa hưởng lạc, chủ nghĩa cá nhân cực đoan.
Về mặt văn hóa - xã hội, từ sau khi Tập Cận Bình nắm quyền lãnh đạo năm 2012, Chính phủ Trung Quốc đẩy mạnh kiểm duyệt chặt chẽ mọi nội dung được cho là sẽ gây tác động xấu, làm băng hoại văn hóa truyền thống và đạo đức của đất nước. Ủy ban về Báo chí, Xuất bản, Phát thanh, Điện ảnh và Truyền hình Trung Quốc hoạt động rất mạnh tay trong lĩnh vực an ninh văn hóa. Tất cả những bộ phim Trung Quốc không bao giờ được phép xuất hiện những cảnh quay mô tả hoạt động quan hệ tình dục, khỏa thân, khuyến khích lối sống thác loạn. Các mối quan hệ và hành vi tình dục bất thường như loạn luân, ấu dâm, đồng tính luyến ái cũng bị cấm đưa lên phim hoặc phải cắt bỏ mọi cảnh quay liên quan. Các nội dung trên internet cũng nằm dưới sự kiểm soát chặt chẽ, Hiệp hội dịch vụ Netcast Trung Quốc có thẩm quyền kiểm duyệt mọi website, tất cả phim ảnh, bài báo vi phạm quy định này đều sẽ bị gỡ bỏ khỏi Internet Chính phủ Trung Quốc cũng cấm tất cả các nội dung về đồng tính luyến ái được xuất hiện trên sóng phát thanh truyền hình, như là một phần của chính sách chống lại những nội dung "thô tục, vô đạo đức và không lành mạnh". Cảnh sát Trung Quốc cũng giám sát chặt những hoạt động của các tổ chức phi chính phủ, và họ sẽ giải tán những hoạt động có ý đồ cổ vũ đồng tính luyến ái và hôn nhân đồng tính Các quy định này được ban hành sau khi chính phủ Trung Quốc nhận định sự xuất hiện dày đặc của các bộ phim và các bài viết tuyên truyền về đồng tính luyến ái trên Internet đã làm băng hoại giới trẻ Trung Quốc bởi nội dung gây suy đồi đạo đức, làm tha hóa lối sống thanh niên và văn hóa gia đình
Năm 2021, ông Tập tiếp tục đi xa hơn khi thông qua Cục Quản lý Phát thanh và Truyền hình Quốc gia Trung Quốc để ban hành loạt quy định với giới nghệ sĩ, trong đó có cấm nam nghệ sĩ có ngoại hình "ẻo lả", nữ tính hóa Đây bị coi là hành vi thẩm mỹ lệch lạc, làm ảnh hưởng đến sự phát triển thế hệ trẻ nên không được phép xuất hiện ở các chương trình. Những nghệ sĩ vi phạm đạo đức, pháp luật, phát ngôn phản cảm đều bị cấm hoạt động. Tối 2 tháng 9 năm 2021, Ban tuyên giáo Trung ương Trung Quốc cảnh báo về sự hỗn loạn của thị trường ca nhạc và sự xuất hiện của dòng phim BL (đồng tính luyến ái). Nguy cơ già hóa dân số đe dọa sự phát triển của đất nước đã khiến chính phủ Trung Quốc đề ra chính sách khơi dậy giá trị nam tính truyền thống ở giới trẻ thông qua việc ngăn chặn dòng phim BL và sự "nữ tính hóa" của các nam nghệ sĩ
Có những nhà bình luận cho rằng những biện pháp của ông Tập sẽ giúp văn hóa đất nước quay về cội nguồn chủ nghĩa xã hội, và "tin tức và dư luận sẽ không còn là mảnh đất tôn thờ văn hóa phương Tây"
Tại phiên họp toàn thể lần thứ sáu vào tháng 11 năm 2021, Đảng Cộng sản Trung Quốc thông qua nghị quyết lịch sử, một loại văn kiện đánh giá lịch sử của đảng. Đây là loại thứ ba sau loại được Mao Trạch Đông và Đặng Tiểu Bình áp dụng, và tài liệu lần đầu tiên ghi nhận ông Tập là "người đổi mới chính" Tư tưởng Tập Cận Bình đồng thời tuyên bố sự lãnh đạo của Tập Cận Bình là "chìa khóa cho sự phục hưng vĩ đại của dân tộc Trung Hoa". So với các nghị quyết lịch sử khác, nghị quyết của Tập Cận Bình không báo trước một sự thay đổi lớn nào trong cách mà Đảng đánh giá lịch sử của mình. Đi kèm với nghị quyết lịch sử, Đảng Cộng sản Trung Quốc đã đề cao thuật ngữ Hai thành lập và hai biện pháp bảo vệ, kêu gọi Đảng Cộng sản Trung Quốc đoàn kết và bảo vệ vị thế cốt lõi của Tập trong đảng. Năm 2022, Tập bổ nhiệm đồng minh thân cận của mình Vương Tiểu Hồng làm Bộ trưởng Bộ Công an, trao cho ông Vương quyền kiểm soát sâu hơn đối với cơ sở an ninh.

### Cải cách giáo dục

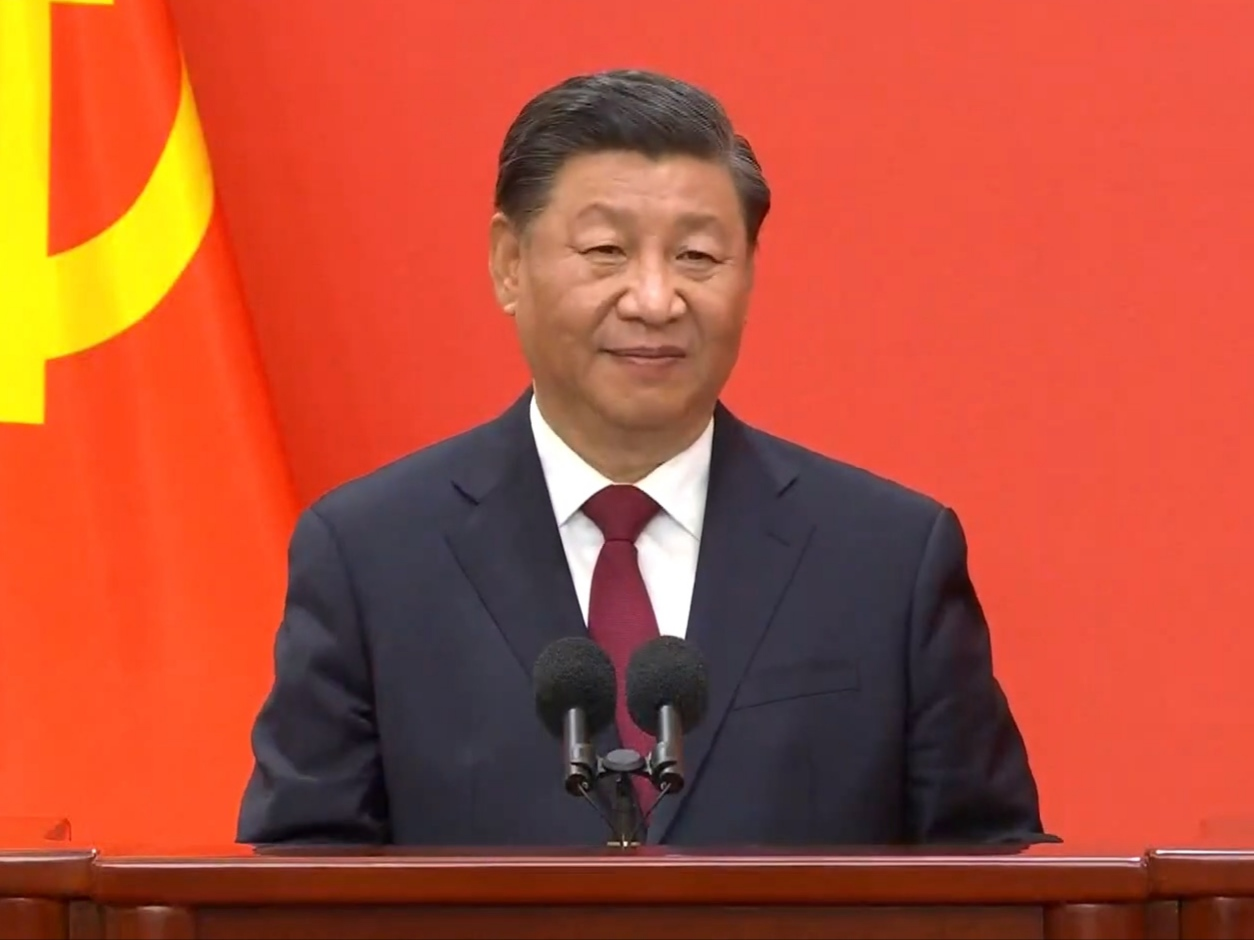
Tập tại Đại hội Nhân Đại năm 2022

Sách giáo khoa sử dụng trong các trường học Trung Quốc được sửa đổi để đưa Tư tưởng Tập Cận Bình vào chương trình học, sau khi tư tưởng này được chính thức hóa khi Đại hội 19 của Đảng Cộng sản Trung Quốc bế mạc vào tháng 10 năm 2017. Đây được coi là một phần "nhiệm vụ lịch sử" của ngành giáo dục Trung Quốc trong thập niên 2020. Trung Quốc sẽ dần thay thế sách do chính quyền cấp tỉnh ban hành bằng bộ sách mới do Bộ Giáo dục soạn thảo. Những người biên soạn sách mới có nhiệm vụ phải tăng cường diễn đạt rõ ràng những giá trị xã hội chủ nghĩa và sự lãnh đạo của Đảng Cộng sản Trung Quốc.
Dưới thời Tập Cận Bình, Đảng Cộng sản Trung Quốc đã cảnh báo sự lan truyền của "các tư tưởng du nhập từ phương Tây" trong trường học và yêu cầu các trường đại học tuân thủ nghiêm túc quy tắc của Đảng về công tác tư tưởng chính trị. Tháng 6 năm 2017, nhiều trường đại học nổi tiếng của Trung Quốc bị cơ quan kiểm tra của Đảng phê bình công khai vì thiếu nỗ lực trên mặt trận tư tưởng. Bộ trưởng Giáo dục Trung Quốc nói "Có thời mọi thứ trở nên hơi lộn xộn. Có một số tư tưởng hư vô, dân túy, tự do cực đoan và tương tự. Nhưng giờ đây, sự lãnh đạo trong công tác đào tạo tư tưởng ở bậc giáo dục đại học đang được kiểm soát chặt chẽ bởi những người ủng hộ chủ nghĩa xã hội đặc sắc Trung Quốc và chủ nghĩa Mác... nên có bớt ồn ào hơn". Bà Cheng Chen, một nhà nghiên cứu về chính trị tại đại học Albany (Mỹ), nói rằng việc cải cách giáo dục này sẽ củng cố hình ảnh của ông Tập như một nhà lãnh đạo quan trọng trong lịch sử vì đã mở ra một "kỷ nguyên mới". Điều đó cũng góp phần gia tăng tinh thần ái quốc vốn đang lớn dần lên trong giới trẻ Trung Quốc.

### Cải tổ bộ máy nhà nước
Sau khi lên nắm quyền, Tập Cận Bình cải tổ quân đội bằng cách thay đổi nhân sự Quân ủy Trung ương Trung Quốc, thay đổi lãnh đạo các chiến khu và các quân binh chủng, đồng thời tổ chức lại quân đội Trung Quốc theo hướng tinh gọn, chuyên nghiệp, hiện đại. Ông đã bãi chức một loạt Thượng tướng; phó chủ nhiệm Bộ tham mưu Quân ủy và phó chủ nhiệm Bộ Công tác Chính trị Quân ủy buộc phải nghỉ hưu. Ông cũng miễn chức kiêm nhiệm tất cả các ủy viên Quân ủy. Lãnh đạo 4 ngành tham mưu, chính trị, hậu cần, trang bị cùng 4 quân chủng hải, lục, không quân và tên lửa chiến lược đều bị thay thế; chủ nhiệm Hội đồng Tham mưu và chủ nhiệm Bộ Công tác Chính trị Quân ủy đều bị điều tra.
Bộ máy lãnh đạo địa phương cũng có nhiều thay đổi. Lãnh đạo các tỉnh, thành có tới 19 người không phải là Ủy viên trung ương hoặc Ủy viên dự khuyết trung ương hay Ủy ban kiểm tra trung ương. Sự thay đổi này nhằm sử dụng những người có năng lực quản lý trong khi loại bỏ những người thiếu năng lực dù cho họ có chức vụ cao, đồng thời giảm tình trạng bè phái trong nội bộ Đảng Cộng sản Trung Quốc.
Những cải cách này tăng cường tập trung quyền lực vào tay Tập Cận Bình và thật sự có tác dụng nâng cao hiệu quả của bộ máy Đảng, nhà nước và quân đội Trung Quốc. Cải cách của ông thể hiện rõ tham vọng xây dựng một bộ máy nhà nước hiệu quả, một quân đội mạnh nhằm đưa Trung Quốc trở thành siêu cường.
Ngày 11 tháng 3 năm 2018, Quốc hội Trung Quốc bãi bỏ giới hạn nhiệm kỳ cho vị trí chủ tịch nước, được cho là mở đường cho Tập Cận Bình làm chủ tịch nước trọn đời.
Từ các nước phương Tây, Francis Fukuyama chỉ trích rằng đây là "một quyết định rất đáng tiếc, cho cả Trung Quốc lẫn thế giới nói chung". Ngược lại, báo chí Trung Quốc chỉ trích rằng các học thuyết chính trị của phương Tây vốn dĩ không áp dụng được với Trung Quốc, và "việc chỉ trích hệ thống chính trị của Trung Quốc đã trở thành thói quen của một số người ở phương Tây... Bất cứ khi nào nói đến Trung Quốc, họ sẽ nhìn qua lăng kính vấy bẩn". Trong khi đó, Tổng thống Mỹ Donald Trump thì ca ngợi "Ông ấy (Tập Cận Bình) giờ có thể trở thành Chủ tịch Trung Quốc cả đời. Ông ấy thật tuyệt!... Biết đâu chúng ta sẽ phải làm giống như vậy một ngày nào đó"

### Chống tham nhũng
— Tập Cận Bình trong bài phát biểu năm 2012
Tại Đại hội Đảng lần thứ 18, ông Tập đã thề rằng sẽ trấn áp nạn tham nhũng gần như ngay lập tức sau khi lên nắm quyền tại Đại hội Đảng lần thứ 18. Trong bài phát biểu nhậm chức tổng bí thư, ông Tập đề cập rằng chống tham nhũng là một trong những thách thức khó khăn nhất đối với đảng.
Tập Cận Bình trước và ngay sau năm 2013 nhanh chóng ra tay chiến dịch đả hổ diệt ruồi, nhằm "chống tham nhũng không màng sống chết cá nhân". Đây là một tâm điểm trong sự nghiệp chính trị của ông.
Từ năm 2012 đến năm 2017, khoảng 1,34 triệu quan chức cấp thấp đã bị trừng phạt trong nỗ lực chống tham nhũng của Tập Cận Bình. Khoảng 200 quan chức từ cấp thứ trưởng trở lên bị bắt giữ. Trung Quốc cũng làm việc với nước khác để truy lùng nghi phạm tham nhũng bỏ trốn ra nước ngoài trong chiến dịch "Lưới Trời". Đến tháng 8 năm 2017, Trung Quốc đã bắt được 3.339 nghi phạm lẩn trốn tại hơn 90 nước và khu vực, trong đó 628 người là cựu quan chức.
Ông cũng đề ra khẩu hiệu "Tứ Toàn" (Bốn toàn diện): "Xây dựng kinh tế xã hội thịnh vượng toàn diện; Cải tổ xã hội sâu sắc toàn diện; Thực hiện Nhà nước pháp quyền toàn diện; Thực thi kỷ cương Đảng toàn diện". Những chính sách quyết liệt và mang tính độc đoán của Tập Cận Bình nhằm thắt chặt kỷ luật Đảng, kỷ luật xã hội được một số nhà phân tích coi là sự "theo Mao và mãi mãi theo Mao" Cũng giống như với Mao Trạch Đông, những người phản đối và phương Tây luôn cáo buộc đó là các hành động nhằm triệt hạ đối thủ chính trị để củng cố quyền lực cá nhân của Tập Cận Bình, nhưng rõ ràng các chính sách đó đã thực sự nâng cao vị thế của Trung Quốc, cải thiện uy tín của Đảng Cộng sản Trung Quốc, nâng cao hiệu quả hoạt động của bộ máy nhà nước và thể hiện tham vọng đưa Trung Quốc thành một siêu cường hàng đầu thế giới phát triển về mọi mặt.
Tại Đại hội toàn quốc của đảng Cộng sản Trung Quốc lần thứ 19 vào tháng 10/2017, Tập Cận Bình tuyên bố mục tiêu đưa Trung Quốc trở thành xã hội tương đối thịnh vượng vào năm 2020, hiện đại hoá về cơ bản đến năm 2035 với phần lớn dân số có thu nhập trung bình khá, khoảng cách giàu nghèo được thu hẹp, và đến năm 2050 sẽ trở thành một nước xã hội chủ nghĩa giàu có và hùng mạnh, có tầm ảnh hưởng hàng đầu thế giới. Mục tiêu của Tập Cận Bình phản ánh Trung Quốc đã phát triển đến một mức mà họ mong muốn trở thành siêu cường, hoàn toàn khác với giai đoạn Trung Quốc mới mở cửa nên phải ẩn mình chờ thời theo quan điểm của Đặng Tiểu Bình.
Ngày 25 tháng 10 năm 2017, trong một phiên thảo luận tại Hội đồng Quan hệ quốc tế, trả lời câu hỏi về việc liệu Tập Cận Bình sẽ thể hiện sức mạnh của Trung Quốc thế nào, Thủ tướng Singapore Lý Hiển Long nói: "Nếu nhìn vào khác biệt trong việc nhấn mạnh tầm quan trọng, đó là điều tự thân Trung Quốc đã nói lên rồi. Với ông Mao Trạch Đông, Trung Quốc đứng dậy. Với ông Đặng Tiểu Bình, họ đạt được sự giàu có và bây giờ với ông Tập Cận Bình, họ mạnh mẽ".

### Chính sách kinh tế
Ông Tập tăng sự kiểm soát nhà nước lên nền kinh tế Trung Quốc, bày tỏ ủng hộ cho các doanh nghiệp nhà nước, trong khi cũng ủng hộ khu vực tư nhân của đất nước. Ông tăng vai trò của Ủy ban Tài chính và Kinh tế Trung Ương để thay thế Quốc vụ viện cho các vấn đề Tài chính và Kinh tế. Chính quyền của ông đã làm nó dễ dàng hơn cho ngân hàng để phát hành thế chấp, tăng sự tham gia quốc tế thị trường trái phiếu, và tăng vai trò quốc tế của đồng nhân dân tệ, giúp nó để tham gia Quyền rút vốn đặc biệt của IMF. Trong lễ kỉ niệm thứ 40 từ ngày đưa ra chương trình Cải cách kinh tế Trung Quốc năm 2018, ông đã hứa tiếp tục cải cách nhưng cũng cảnh báo rằng không một ai "có thể ra lệnh cho người Trung Quốc". Kể từ khi bùng nổ Chiến tranh thương mại Hoa Kỳ – Trung Quốc 2018－2019, Tập cũng đã phục hồi những lời kêu gọi "tự lực", đặc biệt trên các vấn đề công nghệ.

### Đối ngoại

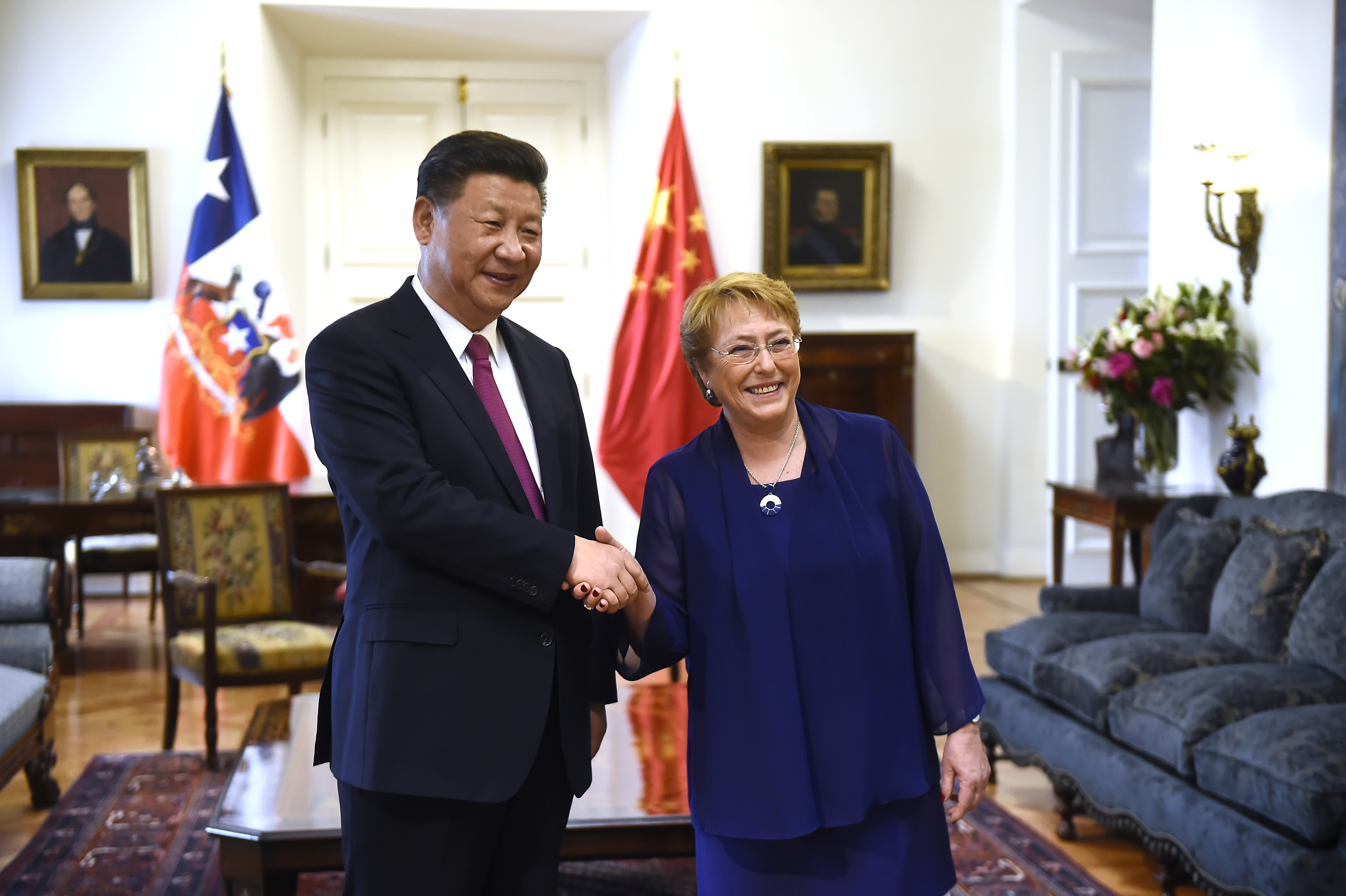
Tập Cận Bình và Tổng thống Chile Michelle Bachelet năm 2016

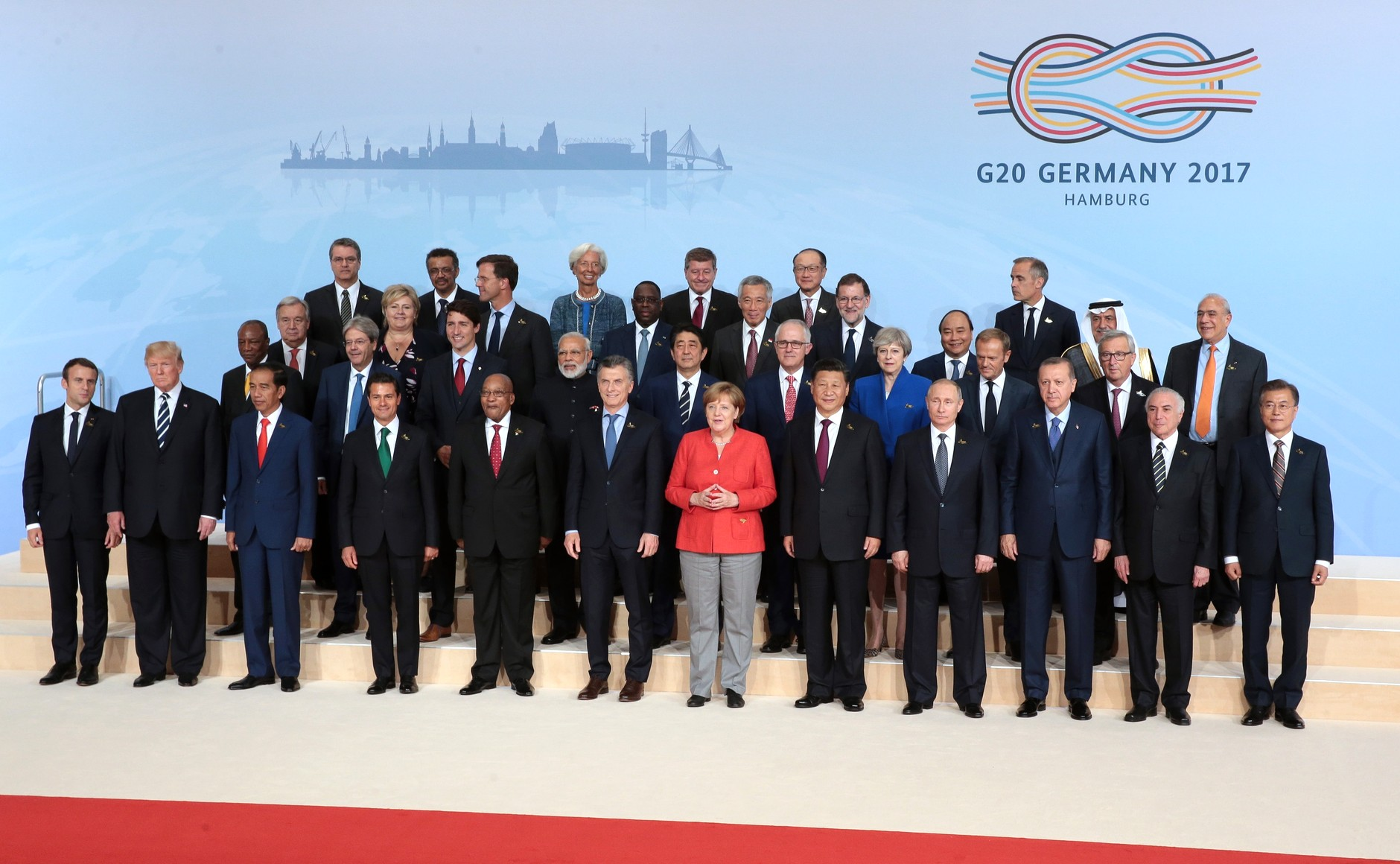
Các nhà lãnh đạo thế giới tụ tập để chụp "ảnh gia đình" tại hội nghị thượng đỉnh G20 ở Hamburg

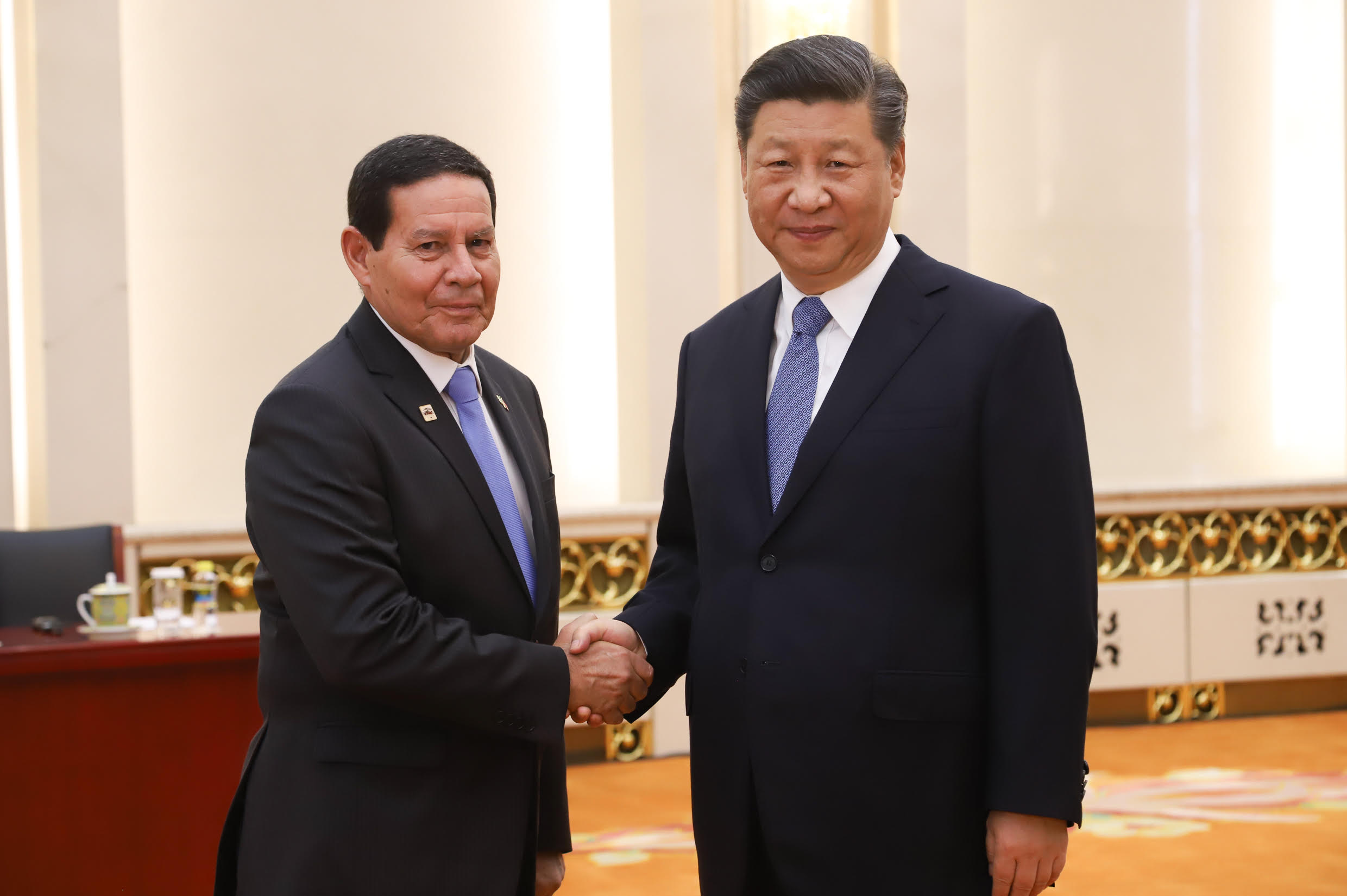
Tập Cận Bình và Phó Tổng thống Brasil Hamilton Mourão năm 2019

Tập Cận Bình đã có đường lối cứng rắn hơn trong các vấn đề an ninh cũng như đối ngoại, thể hiện một Trung Quốc theo chủ nghĩa dân tộc và quyết đoán hơn trên trường thế giới. Chương trình chính trị của ông kêu gọi một Trung Quốc đoàn kết và tự tin hơn về hệ thống giá trị và cơ cấu chính trị của mình. Các nhà phân tích và quan sát nước ngoài thường xuyên nói rằng mục tiêu chính sách đối ngoại chính của Tập Cận Bình là khôi phục vị thế của Trung Quốc trên trường quốc tế với tư cách là một cường quốc. Ông Tập ủng hộ "tư duy cơ bản" trong chính sách đối ngoại của Trung Quốc: đặt ra các ranh giới đỏ rõ ràng mà các nước khác không được vượt qua. Theo quan điểm của Trung Quốc, những lập trường cứng rắn này về các vấn đề cơ bản làm giảm sự bất ổn chiến lược, ngăn chặn các quốc gia khác đánh giá sai quan điểm của Trung Quốc hoặc đánh giá thấp quyết tâm của Trung Quốc trong việc khẳng định những gì nước này cho là có lợi cho quốc gia của mình. Ông Tập tuyên bố trong Đại hội toàn quốc lần thứ 20 của ĐCSTQ rằng ông muốn đảm bảo Trung Quốc "dẫn đầu thế giới về sức mạnh tổng hợp quốc gia và ảnh hưởng quốc tế" vào năm 2049.
Tập đã thúc đẩy "ngoại giao nước lớn", tuyên bố rằng Trung Quốc đã là một "cường quốc" và thoát khỏi các nhà lãnh đạo Trung Quốc trước đây có chính sách ngoại giao thận trọng hơn. Ông đã áp dụng chính sách đối ngoại diều hâu được gọi là "ngoại giao chiến binh sói," trong khi tư tưởng chính sách đối ngoại của ông được gọi chung là "Tư tưởng Tập Cận Bình về ngoại giao."

#### Sáng kiến Vành đai và Con đường

Những quốc gia đã kí kết văn bản hợp tác liên quan tới sáng kiến Vành đai và Con đường

Tháng 9 và tháng 10 năm 2013, Tập Cận Bình đưa ra sáng kiến Một vành đai, Một con đường trong thời gian ông thăm Kazakhstan và Indonesia, và sau đó được Thủ tướng Lý Khắc Cường  đẩy mạnh trong chuyến thăm cấp quốc gia tới châu Á và châu Âu. Tập thông báo sáng kiến khi ở Astana, Kazakhstan và gọi nó là một "cơ hội vàng". BRI được gọi là "dự án kí tên" của Tập, bao gồm nhiều sự phát triển cơ sở hạ tầng và đầu tư những dự án khắp châu Á, châu Âu, châu Phi, và châu Mĩ. BRI được thêm vào Điều lệ Đảng cộng sản Trung Quốc tại sát kỳ họp Đại hội Đảng lần thứ 19 vào ngày 24 tháng 10 năm 2017, nâng cao hơn sự quan trọng của nó.
Ông Tập chính thức đề xuất Ngân hàng đầu tư cơ sở hạ tầng châu Á (AIIB) vào tháng 10 năm 2013 trong chuyến thăm Indonesia, chính thức ra mắt vào tháng 1 năm 2016. Thành viên của AIIB bao gồm nhiều quốc gia, bao gồm một số đồng minh của Hoa Kỳ và các nước phương Tây, bất chấp sự phản đối của Hoa Kỳ. Kể từ khi thành lập cho đến năm 2022 AIIB đã đầu tư 36,43 tỷ USD vào 190 dự án. Nhiệm kỳ của Tập Cận Bình chứng kiến việc ký kết một số thỏa thuận thương mại tự do, bao gồm cả Úc vào năm 2014, Hàn Quốc năm 2015, và Đối tác kinh tế toàn diện khu vực (RCEP) lớn hơn vào năm 2020. Ông Tập cũng bày tỏ sự quan tâm đến việc Trung Quốc tham gia Thỏa thuận toàn diện và tiến bộ về quan hệ đối tác xuyên Thái Bình Dương (CPTPP), với việc Trung Quốc chính thức đăng ký tham gia vào tháng 9 năm 2021.
Dưới thời ông Tập Cận Bình, Trung Quốc thường gia hạn các khoản vay do nhà nước hậu thuẫn để xây dựng năng lượng và cơ sở hạ tầng để đổi lấy tài nguyên thiên nhiên ở các khu vực như Trung Á và Châu Phi.(tr87)

### Chính sách nhân quyền
Tổ chức Theo dõi Nhân quyền cáo buộc ông Tập "khởi động một sự tấn công mở rộng và duy trì liên tục lên nhân quyền" kể từ khi ông trở thành lãnh tụ năm 2012. HRW cũng đã cho rằng sự đàn áp ở Trung Quốc là "ở một mức độ tệ nhất kể từ Sự kiện Thiên An Môn." Từ khi nắm quyền lực, ông Tập đã tăng cường trấn áp chống lại những nhà bất đồng chính kiến chống chính phủ, với hàng trăm người bị giam giữ. Ông đã khởi xướng vụ Đàn áp 709 vào ngày 9, tháng 7 năm 2015, trong đó hơn 200 luật sư, trợ lý luật pháp, và những nhà hoạt động nhân quyền bị giam giữ. Nhiệm kỳ của Tập đã dẫn tới một sự trấn áp bất đồng chính kiến hơn nữa từ các nhóm xã hội dân sự. Nhiệm kỳ của ông đã bắt giữ và bỏ tù những thành viên cốt cán như Hứa Chí Vĩnh, cũng như nhiều người khác đã liên hệ với Phong trào công dân mới. Luật sư, thành viên quan trọng Phổ Chí Cường của Vận động Duy quyền cũng bị bắt giữ và giam giữ.
Năm 2017, chính quyền địa phương tỉnh Giang Tây đã ra lệnh những người Cơ đốc giáo Trung Quốc thay ảnh Giê su của họ bằng ảnh Tập Cận Bình như một phần chung của chiến dịch chống tôn giáo trong đất nước. Một bài báo của AP đã viết trong năm 2018 cáo buộc rằng: "Ông Tập đang tiến hành sự đàn áp Cơ đốc nghiêm khắc và triệt để nhất từ khi tự do tôn giáo được ghi vào Hiến pháp Trung Quốc 1982", bao gồm "phá hủy thánh giá, đốt kinh thánh, đóng cửa nhà thờ và ra lệnh cho người Cơ đốc ký giấy từ bỏ đức tin của họ."
Sau khi nhiều kẻ khủng bố thực hiên các vụ tấn công ở Tân Cương năm 2013 và 2014, Tập đã đưa ra chiến dịch "chiến tranh nhân dân chống khủng bố" năm 2014, nó bao gồm sự gia tăng giám sát, trấn áp các phong trào ly khai của người Duy Ngô Nhĩ ở đó. Kể từ 2019, có những cáo buộc rằng Trung Quốc đang giam giữ một triệu người Duy Ngô Nhĩ trong những Trại cải tạo Tân Cương. Nhiều nhóm nhân quyền và người từng bị giam giữ đã miêu tả những trại này như "Trại tập trung", nơi người Duy Ngô Nhĩ và những dân tộc thiếu số khác bị cưỡng bức đồng hóa vào cộng đồng người Hán. Những tư liệu của chính phủ Trung Quốc đã rõ rỉ tới báo chí vào tháng 12 năm 2019 đã cho thấy rằng đích thân Tập ra lệnh một cuộc truy quét an ninh trong Tân Cương, nói rằng đảng phải cho thấy "sự kiên quyết không nhân nhượng" và các quan chức sử dụng tất cả "vũ khí của nền chuyên chính dân chủ nhân dân" để dẹp tan "sự lây lan như virus của chủ nghĩa Hồi giáo cực đoan". Văn bản cũng cho thấy rằng Tập lặp lại thảo luận về chủ nghĩa cực đoan Hồi giáo trong những bài phát biểu của ông, vạch ra nó giống với "virus" hoặc một loại "ma túy". Tuy nhiên, ông cũng đã cảnh báo chống lại sự kì thị đối với người Duy Ngô Nhĩ trong khi từ chối đề nghị để loại bỏ Hồi giáo tại Trung Quốc, ông gọi loại quan điểm đó là "thiên vị, sai lệch".

## Quan điểm lãnh đạo
Elizabeth C. Economy đã thảo luận vào năm 2018:
| “ | "Những đóng góp cho cuộc cách mạng của Tập đặc biệt là chiến thuật ông đã theo đuổi: tập trung quyền lực dưới sự lãnh đạo của ông; tăng cường sự quản lý xã hội bằng nhà nước; tạo ra một bức tường thật sự bằng những quy tắc và sự hạn chế mà đã thắt chặt hơn về quản lý những dòng tư tưởng, văn hóa và tư bản vào trong và ra ngoài đất nước; và triết lý quan trọng của quyền lực Trung Quốc. Nó thể hiện một sự khẳng định lại vai trò của Nhà nước trong đời sống chính trị và kinh tế tại Trung Quốc, và một tham vọng tạo ra vai trò lớn hơn của quyền lực Trung Hoa tại khắp mọi nơi." | ” |

Tập Cận Bình là người ủng hộ phát triển kinh tế thị trường, nhưng khá thận trọng về cải cách chính trị; phát triển Trung Quốc với việc duy trì sự lãnh đạo của đảng cộng sản và việc cần thiết duy trì ổn định xã hội.
Quan điểm chung của Tập Cận Bình về người làm "quan" là: "Mỗi cán bộ chính quyền cần phải luôn luôn ghi nhớ: quyền lực của chính quyền nhân dân bắt nguồn từ nhân dân, phải đại biểu cho lợi ích của nhân dân, phải vì nhân dân mưu lợi ích".

### Giấc mơ Trung Quốc

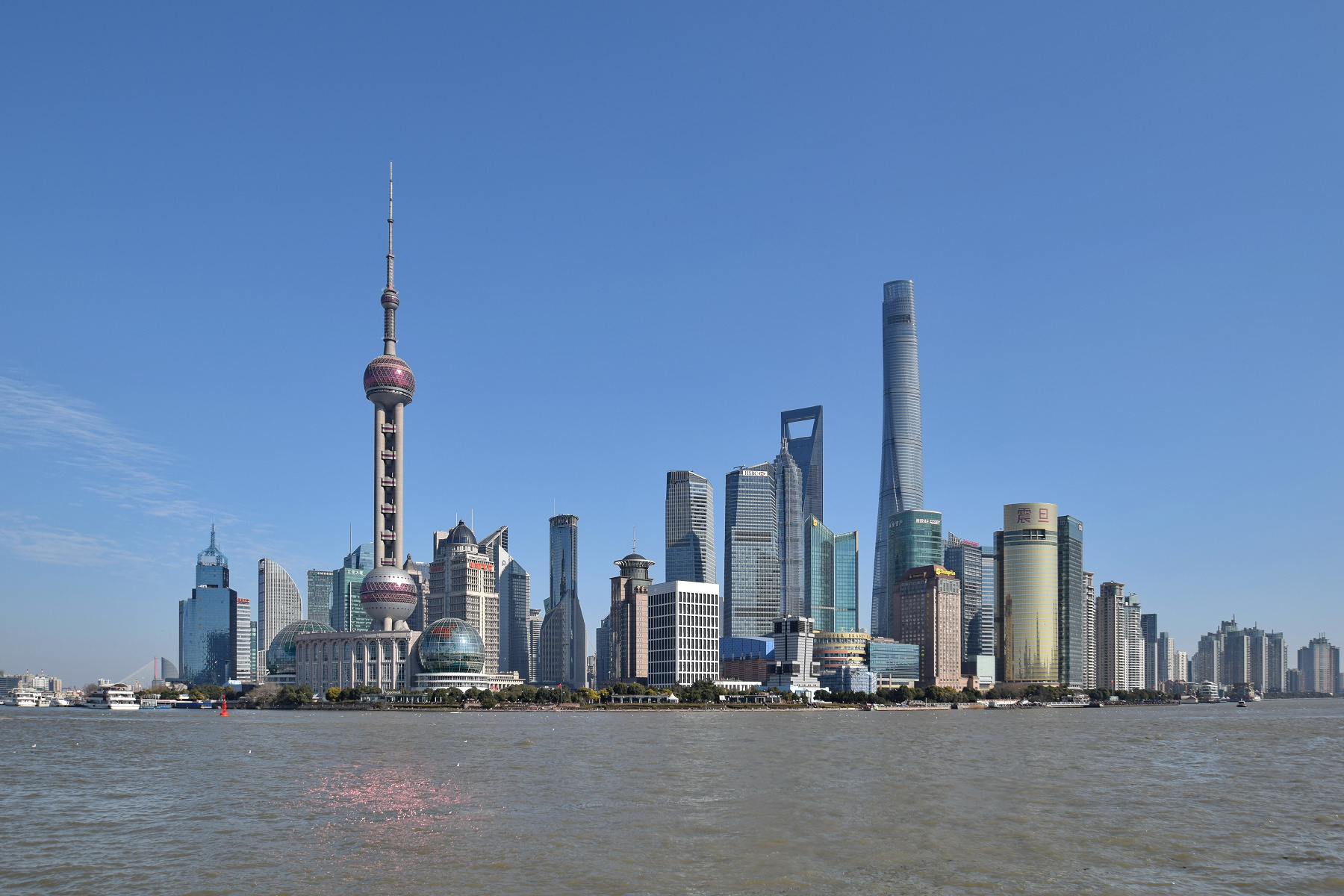
Theo báo Qiushi, Giấc mơ Trung Quốc là về sự thịnh vượng Trung Quốc, nỗ lực tập thể, chủ nghĩa xã hội và vinh quang quốc gia

Tập và những nhà tư tưởng Đảng cộng sản Trung Quốc đã đặt ra thuật ngữ "Giấc mơ Trung Quốc" để miêu tả những kế hoạch bao trùm của họ cho Trung Quốc với tư cách là người lãnh đạo của nó. Tập lần đầu sử dụng thuật ngữ này trong một chuyến thăm cấp cao tới Bảo tàng quốc gia Trung Quốc ngày 29 tháng 11 năm 2012, nơi ông và những đồng nghiệp Ủy ban thường trực đang có mặt tại một triển lãm chủ đề về "phục hưng quốc gia". Kể từ sau đó, thuật ngữ đã trở thành khẩu hiệu chính trị của kỉ nguyên Tập. Từ năm 2013, thuật ngữ đã nổi lên như là một hệ tư tưởng đặc biệt chính thức của đảng dưới sự lãnh đạo của Tập, giống như "Quan điểm phát triển khoa học" của Hồ Cẩm Đào và Ba đại diện của Giang Trạch Dân. Khởi nguồn của khái niệm "Giấc mơ Trung Quốc" là không rõ ràng. Trong khi khái niệm đã được sử dụng trước bởi báo chí và các học giả, một bài tài liệu xuất bản đã công bố khái niệm có khả năng đã rút ra từ ảnh hưởng của nó từ khái niệm Giấc mơ Mỹ.
Năm 2013, Tập Cận Bình đã nêu ra học thuyết Giấc mộng Trung Quốc tại kỳ họp Đại hội Đại biểu Nhân dân Toàn Quốc. Sau đó được sử dụng rộng rãi trên các phương tiện truyền thông Trung Quốc, Tập Cận Bình mô tả rằng "Sự phục hưng vĩ đại của dân tộc Trung Hoa là giấc mơ lớn nhất của Trung Quốc". Ông cũng tuyên bố rằng những người trẻ tuổi nên "dám ước mơ, làm việc cần mẫn để thực hiện những ước mơ và đóng góp vào sự phục hồi của quốc gia". Mục tiêu phấn đấu của Trung Quốc là trở thành siêu cường số 1 thế giới vào giữa thế kỷ XXI. Theo tạp chí lý luận của đảng Cầu Thị, giấc mộng Trung Quốc là sự thịnh vượng của Trung Quốc với nỗ lực tập thể, chủ nghĩa xã hội và vinh quang quốc gia.
Văn minh Trung Hoa từng giữ vị thế số 1 thế giới cả về trình độ và tầm ảnh hưởng trong suốt gần 3.000 năm từ thời nhà Chu, vị thế này đã mất đi do sự trì trệ vào cuối thế kỷ XVIII, và sau 200 năm thì nhiệm vụ của dân tộc Trung Hoa là giành lại vị thế này.

### Nâng cao giá trị văn hóa truyền thống
Vì hệ tư tưởng cộng sản giữ một vai trò ít quan trọng hơn trong đời sống thường ngày của dân chúng, những lãnh đạo hàng đầu của Đảng Cộng sản Trung Quốc như Tập tiếp tục phục hồi những đặc tính triết học truyền thống Trung Quốc thành xu hướng chủ đạo của tư tưởng mới tại Trung Quốc, áp dụng triết lý pháp trị của Hàn Phi bên cạnh việc áp dụng các triết lý về đạo đức của Khổng giáo, ông Tập xem cả hai triết lý đều quan trọng trong việc lãnh đạo. Tại một cuộc gặp với những quan chức khác năm 2013, ông đã trích dẫn Khổng Tử, nói rằng "người cai trị bởi đạo đức thì như sao Bắc Đẩu, Khổng giáo suốt mấy nghìn năm đã giữ vững địa vị của nó, và được vô số người tỏ lòng ngưỡng mộ". Khi thăm Sơn Đông, nơi sinh của Khổng tử, ông đã nói tới các học giả rằng thế giới phương Tây đang "chịu một sự khủng hoảng về nội tâm" và rằng Đảng Cộng sản Trung Quốc là người "thừa kế trung thành và khởi xướng xuất sắc của truyền thống văn hóa Trung Hoa".
Ngay từ năm 6 tuổi, mẹ của ông đã mua cho ông 2 cuốn sách là "Mẹ của Nhạc Phi xăm chữ lên lưng con" và "Tận trung báo quốc" trong bộ sách "Nhạc Phi truyện" để con mình khắc ghi tinh thần "Tận trung báo quốc". Tập Cận Bình rất tôn sùng Nhạc Phi và Thích Kế Quang, coi tận trung báo quốc là mục tiêu mà mỗi người phải theo đuổi suốt cuộc đời, và "Trong các giá trị quan cốt lõi xã hội chủ nghĩa, chủ nghĩa yêu nước nằm ở tầng sâu nhất, căn bản nhất và vĩnh viễn nhất". Tháng 6 năm 2018, khi khảo sát tại tỉnh Sơn Đông, ông đội mưa leo đến lầu chính Bồng Lai Các, nghe giới thiệu về Thích Kế Quang bảo vệ đất nước, ông nhấn mạnh: "Lịch sử cổ đại, cận đại và hiện đại của nước ta hình thành bức tranh lịch sử trọn vẹn của dân tộc Trung Hoa. Cán bộ lãnh đạo phải đọc nhiều sách lịch sử, hấp thu dinh dưỡng tinh thần từ lịch sử".
Tập Cận Bình còn nhiều lần đề cập tới các anh hùng liệt sĩ: Dương Tịnh Vũ, Triệu Thượng Chí, Tả Quyền...; tập thể như "5 tráng sĩ núi Lang Nha" của Bát Lộ Quân, "Đại đội Lưu Lão Trang" của Tân Tứ Quân, 8 nữ chiến sĩ của Liên quân chống Nhật Đông Bắc, "800 tráng sĩ kháng Nhật" của quân đội Quốc Dân Đảng. Ông nhiều lần nhấn mạnh: "Một dân tộc muốn có hy vọng thì không thể không có anh hùng, một quốc gia muốn có tiền đồ thì không thể không có tiên phong. Dân tộc Trung Hoa là dân tộc tôn kính anh hùng và có rất nhiều anh hùng, trong thời đại hòa bình cũng cần có tấm lòng anh hùng. Người Trung Quốc cần phải ghi nhớ mọi anh hùng đóng góp cho dân tộc Trung Hoa, phải tôn kính anh hùng, bảo vệ anh hùng, học tập anh hùng, quan tâm anh hùng".
Triết lý pháp trị của Hàn Phi cũng được ông Tập coi trọng với những trích dẫn ủng hộ. Một câu của Hàn Phi mà ông Tập trích dẫn đã xuất hiện hàng nghìn lần trong truyền thông nhà nước Trung Quốc tại địa phương, tỉnh, và cả cấp độ quốc gia. Câu nói ấy được trích từ tác phẩm Hàn Phi tử: "Hễ những người thi hành pháp luật mà mạnh thì nước mạnh, còn hễ những người thi hành pháp luật mà yếu thì nước yếu"
Ông Tập cũng đã giám sát một một sự phục hồi văn hóa truyền thống Trung Quốc, bị phá vỡ một phần từ việc Đảng cộng sản đã tấn công nó trong quá khứ. Ông cũng kêu gọi tinh thần ca ngợi văn hóa truyền thống quốc gia và sự thành lập của văn hóa Đảng cộng sản Trung Quốc. Hán phục, quần áo truyền thống của người Hán, đã có một sự hồi sinh trong giai đoạn lãnh đạo của ông.

### Tư tưởng Tập Cận Bình

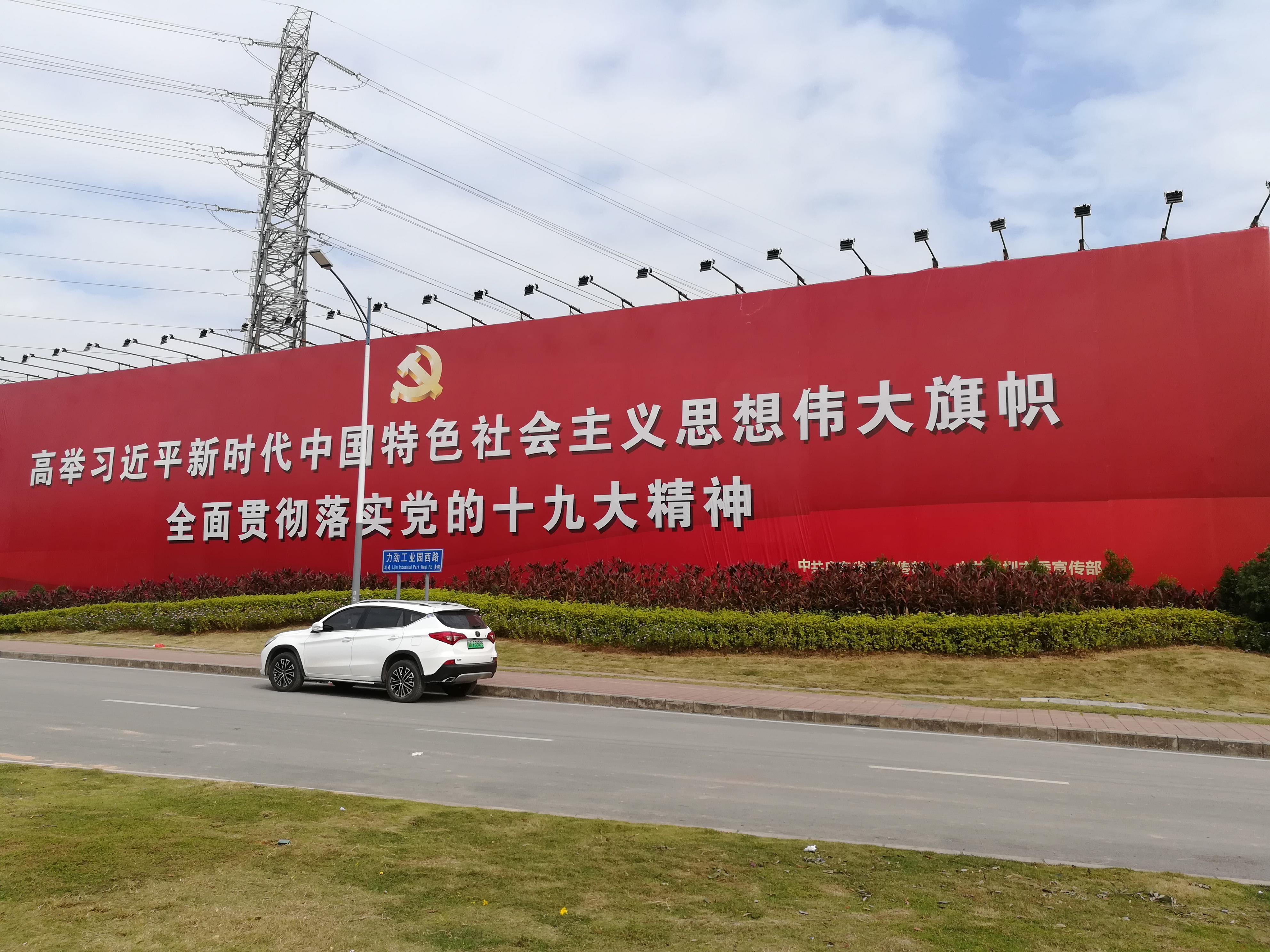
Một pano nói về Tư tưởng Tập Cận Bình ở Thâm Quyến

Tháng 9 năm 2017, Ủy ban trung ương Đảng cộng sản TQ đã quyết định rằng những triết lý chính trị của Tập, thường được nói như là "Tư tưởng Tập Cận Bình", sẽ trở thành một phần của Điều lệ Đảng. Tập lần đầu việc đề cập đến "Tư tưởng Chủ nghĩa xã hội với đặc trưng Trung Quốc cho một kỷ nguyên mới" trong phát biểu mở đầu của ông vào dịp Đại hội Đảng lần thứ 19, tháng 10 năm 2017. Những ủy viên thường trực Bộ chính trị khi nói lên ý kiến của họ về những ý chủ đạo của bài phát biểu tại Đại hội, đã đưa tên "Tập Cận Bình" vào trước "Tư tưởng". Ngày 24 tháng 10 năm 2017, tại sát kỳ họp, Hội nghị Đảng lần thứ 19 đã tán thành đưa Tư tưởng Tập Cận Bình vào Điều lệ của Đảng cộng sản Trung Quốc.

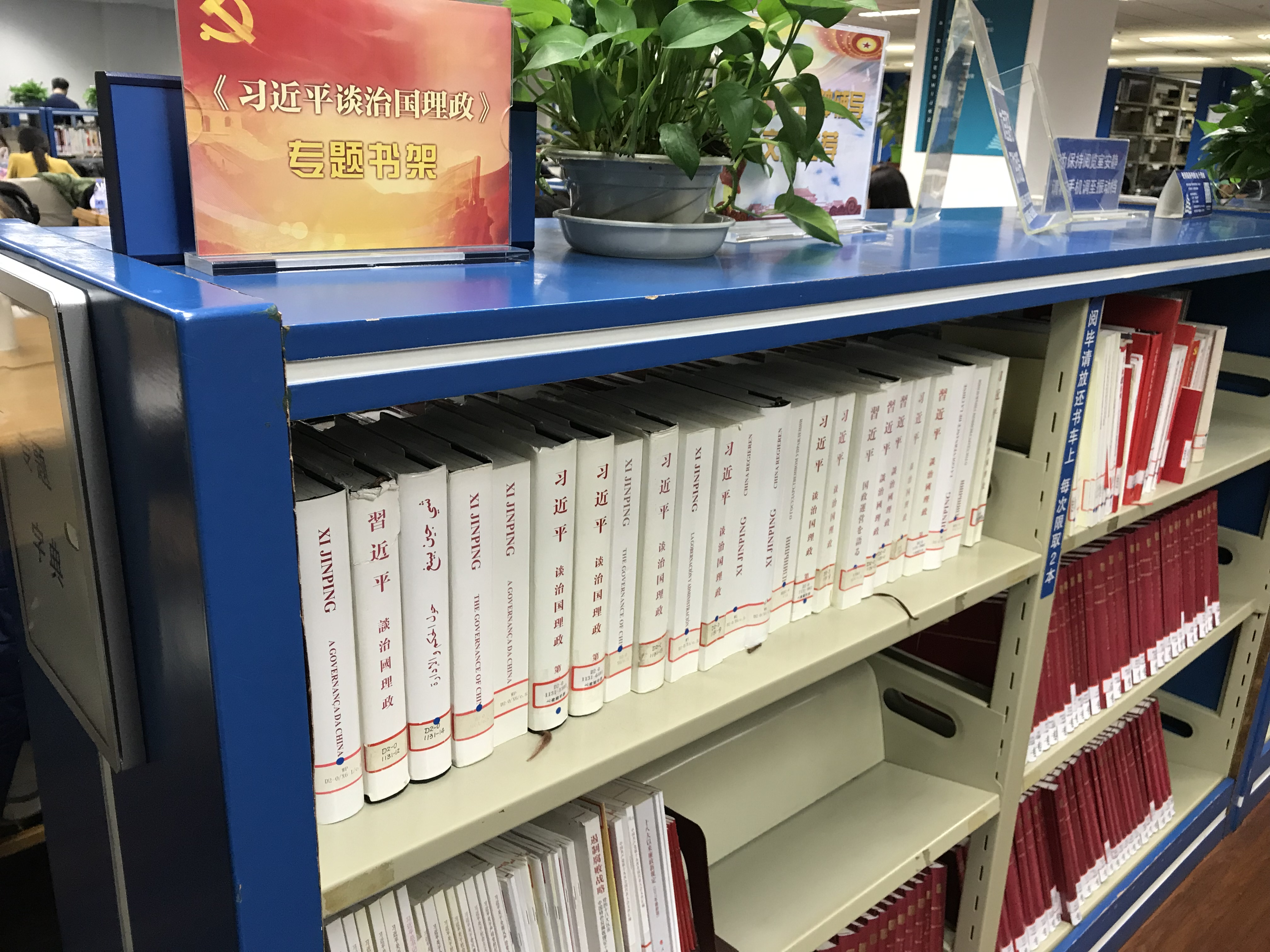
Công cuộc quản trị Trung Quốc trong những ngôn ngữ khác nhau có mặt ở thư viện Thượng Hải

Bản thân Tập đã miêu tả Tư tưởng này như là một phần khuôn khổ chung được tạo ra xung quanh khái niệm "Chủ nghĩa xã hội đặc sắc Trung Quốc", một khái niệm được đặt ra bởi Đặng Tiểu Bình mà đặt Trung Quốc trong "giai đoạn đầu tiên của chủ nghĩa xã hội". Trong tài liệu và sự công bố chính thức bởi những đồng nghiệp của Tập, Tư tưởng được nói tới một sự tiếp tục của Chủ nghĩa Marx Lenin, Tư tưởng Mao Trạch Đông, Học thuyết Đặng Tiểu Bình, Ba đại diện, và Quan điểm phát triển khoa học, như một phần của một loạt chỉ dẫn tư tưởng chứa đựng "Chủ nghĩa Marx được áp dụng cho những đặc thù của Trung Quốc" và những cân nhắc hiện tại.
Khái niệm và bối cảnh phía sau Tư tưởng Tập Cận Bình được viết tỉ mỉ trong loạt sách của Tập là "Công cuộc quản trị Trung Quốc", được xuất bản bởi Nhà xuất bản ngôn ngữ quốc tế cho người đọc quốc tế. Tập 1 được xuất bản vào tháng 9 năm 2014, sao đó tập 2 vào tháng 11,2017.
Một phần mềm dạy "Tư tưởng Tập Cận Bình" đã trở thành phổ biến nhất trên điện thoại trong Trung Quốc, khi Đảng Cộng sản Trung Quốc tung ra một chiến dịch mới mà đòi hỏi các cán bộ của nó phải hòa mình vào trong học thuyết chính trị hàng ngày. Xuexi Qiangguo, tên của phần mềm dạy tư tưởng Tập Cận bình, đã được dịch để "Nghiên cứu cường quốc", hiện tại là mục được tải xuống nhiều nhất trên phần mềm cửa hàng Apple trong nội địa Trung Quốc, trội hơn những phần mềm truyền thông xã hội như WeChat và TikTok - được biết như là Weixin và Douyin trong Trung Quốc đại lục.

### Vấn đề Hồng Kông và Đài Loan

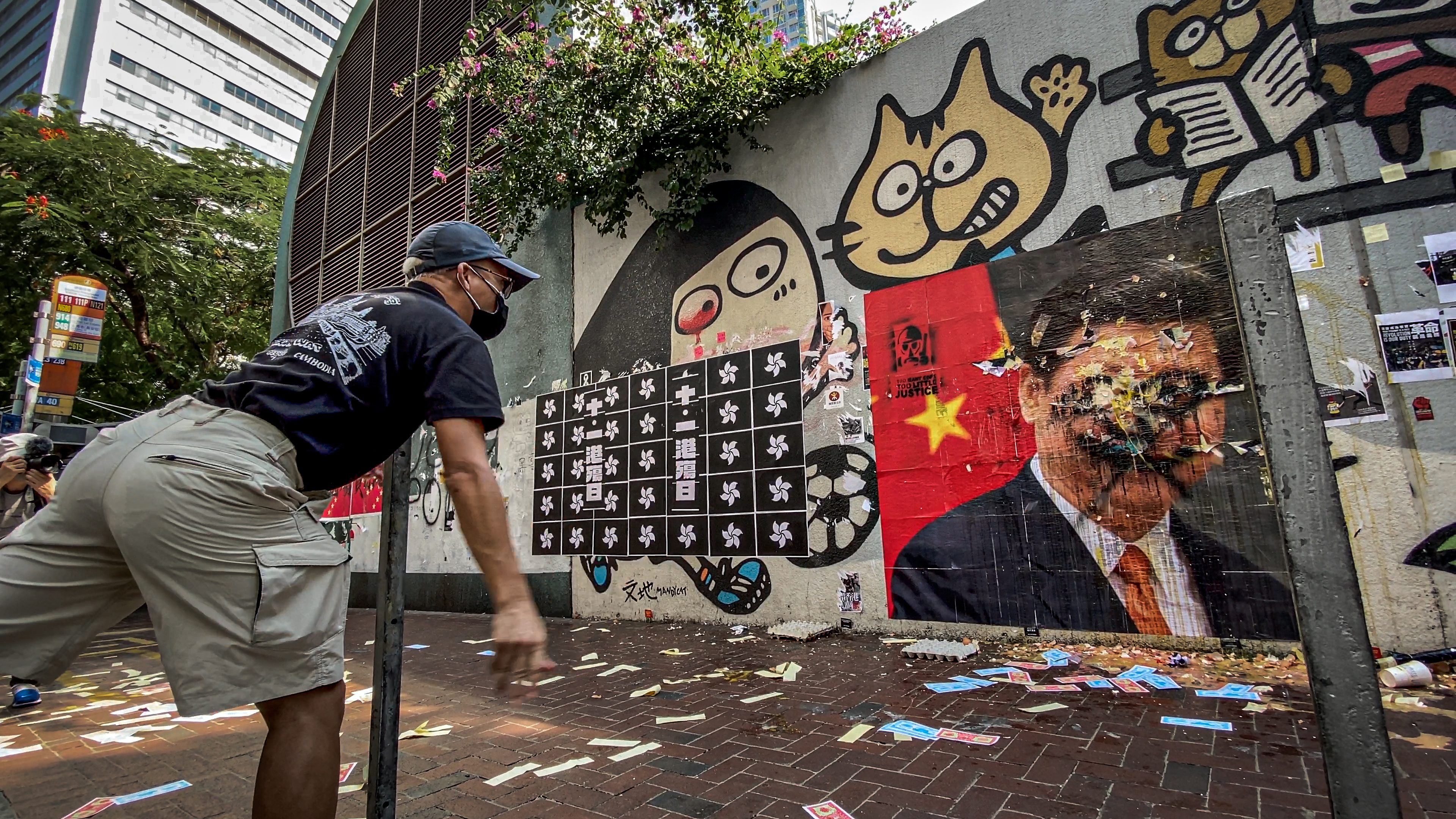
Người biểu tình Hồng Kông ném trứng vào hình của Tập Cận Bình vào ngày thành lập Cộng hòa nhân dân Trung Hoa

#### Hồng Kông
Tập đã ủng hộ và theo đuổi sự hợp nhất kinh tế lớn hơn giữa Hồng Kông tới lục địa Trung Quốc qua những dự án như Cầu Hồng Kông - Chu Hải - Ma Cao. Ông đã thúc đẩy cho dự án Khu Vịnh lớn Quảng Đông - Hồng Kông – Ma Cao, nhằm để sát nhập Hồng Kông, Ma Cao, và 9 thành phố khác vào Quảng Đông. Sự thúc đẩy của Tập cho sự sát nhập lớn hơn đã tạo ra những lo lắng về việc giảm sự tự do trong Hồng Kông.
Tập cũng đã ủng hộ chính phủ Hồng Kông và Trưởng đặc khu Hồng Kông Carrie Lam chống lại những người biểu tình trong Biểu tình tại Hồng Kông 2019–2020. Ông đã ủng hộ việc cảnh sát Hồng Kông sử dụng sức mạnh khi nói rằng "Chúng tôi kiên quyết ủng hộ cảnh sát Hồng Kông để thực hiện những hành động mạnh mẽ trong việc thi hành luật pháp, và ủng hộ những thẩm phán của Hồng Kông trừng trị theo đúng luật pháp đối với những kẻ phạm tội." Khi thăm Ma Cao vào 20 tháng 12 năm 2019 như một phần của lễ kỉ niệm lần thứ 20 của việc Ma Cao trở về Trung Quốc, ông Tập đã cảnh báo về "những lực lượng nước ngoài" can thiệp vào công việc nội bộ của Hồng Kông và Ma Cao, trong khi cũng nói bóng gió rằng Ma Cao có thể sẽ là một mô hình cho Hồng Kông noi theo.

#### Đài Loan

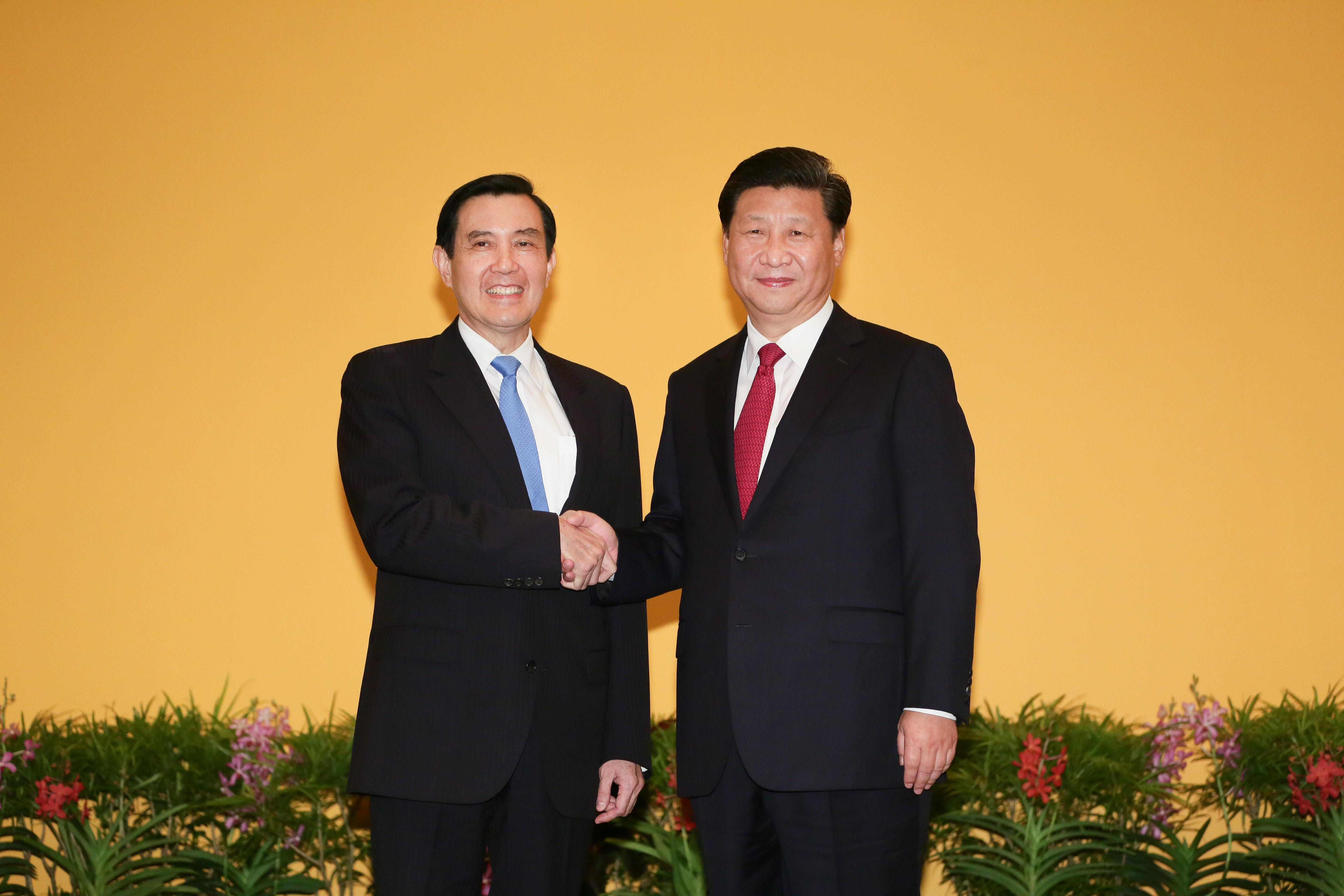
Tập đã gặp tổng thống Đài Loan Mã Anh Cửu vào tháng 11 năm 2015 với tư cách là những lãnh đạo của đại lục Trung Quốc và Đài Loan.

Cuộc gặp năm 2015 giữa Tập và Tổng thống Đài Loan Mã Anh Cửu đã đánh dấu lần đầu tiên những lãnh đạo chính trị hai bên Eo biển Đài Loan gặp nhau kể từ khi kết thúc Nội chiến Trung Quốc vào năm 1950. Tập đã nói rằng Trung và Đài là "một gia đình" và 2 bên không thể bị chia cắt.
Ở Đại hội Đảng lần thứ 19 năm 2017, Tập đã tái khẳng định 6 trong 9 nguyên tắc đã được khẳng định liên tục từ Đại hội Đảng lần thứ 16 năm 2002, với điều loại ra đáng chú ý của "đặt những hi vọng vào nhân nhân Đài Loan như một sức mạnh để giúp có được sự thống nhất". Theo nhóm nghiên cứu Brooking, Tập đã sử dụng ngôn từ mạnh hơn đối với sự độc lập tiềm năng của Đài Loan hơn những người tiền nhiệm về phía chính phủ Đài Loan. Vào tháng 3/2008, Tập đã nói rằng Đài Loan có thể đối mặt với "sự trừng phạt của lịch sử" nếu thực hiện những nỗ lực đòi độc lập.
Tháng 1/2019, Tập Cận Bình đã kêu gọi Đài Loan từ chối việc tuyên bố độc lập chính thức khỏi Trung Quốc, nói rằng: "Chúng tôi không từ bỏ quyền sử dụng vũ lực và sẽ chuẩn bị lựa chọn thực hiện tất cả các biện pháp cần thiết". Những tùy chọn, ông đã nói, có thể được sử dụng để chống lại "sự can thiệp từ bên ngoài". Tập cũng nói rằng Trung Quốc "đang sẵn sàng để tạo ra không gian rộng hơn cho sự tái thống nhất trong hòa bình, nhưng sẽ không nhượng bộ cho các hình thức đòi ly khai". Thái Anh Văn đã phản ứng tới bài phát biểu bằng cách nói rằng Đài Loan sẽ không chấp nhận sự sắp đặt một quốc gia, hai chế độ với Trung Hoa lục địa, trong khi nhấn mạnh sự cần thiết những sự đàm phán xuyên eo biển trên cơ sở quan hệ giữa chính phủ hai nước.

## Đời tư

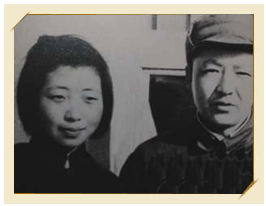
Cha mẹ của Tập Cận Bình

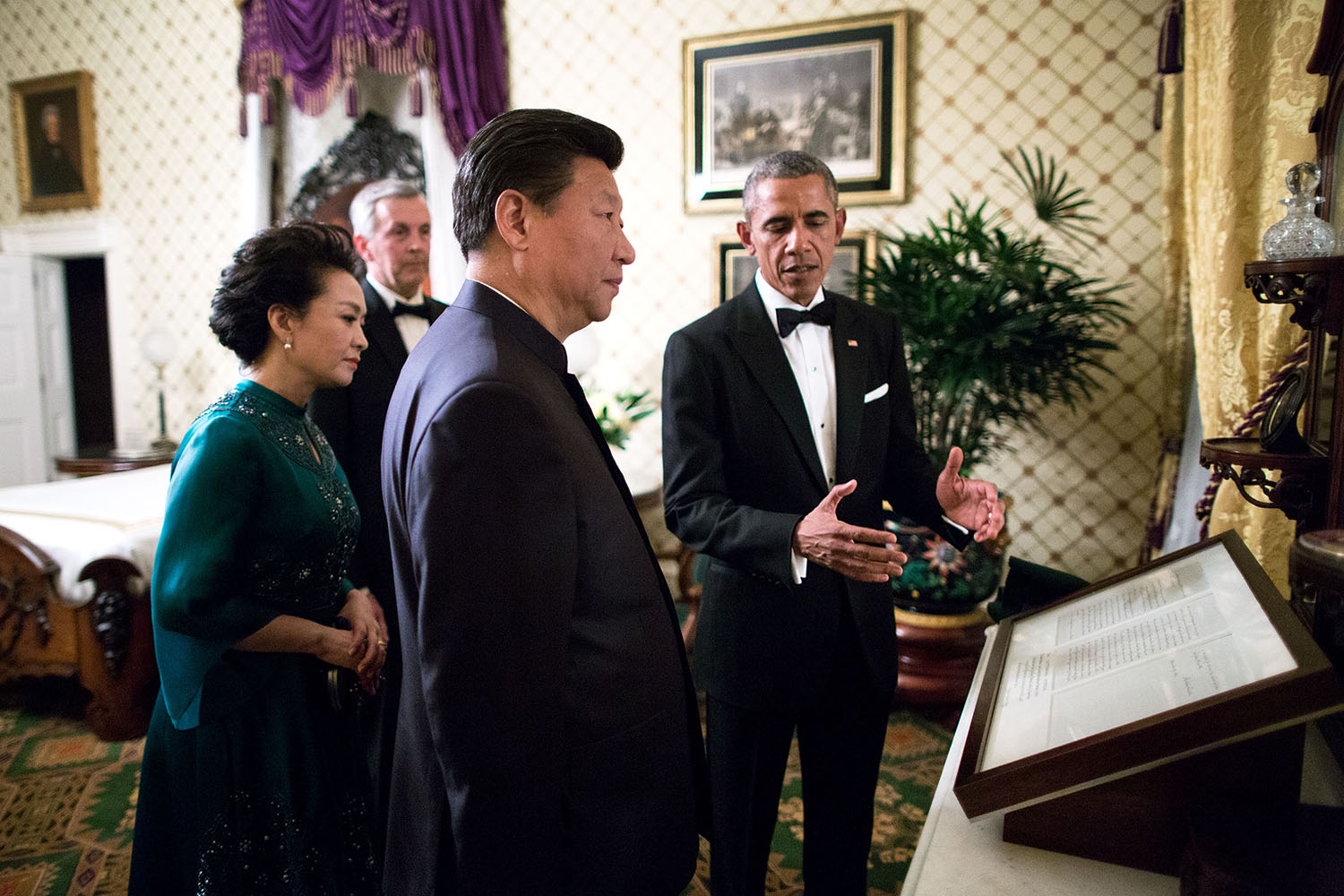
Tập, Bành Lệ Viên và Obama trong phòng ngủ của Abraham Lincoln

### Gia đình
Tập Cận Bình kết hôn với Kha Linh Linh, con gái út của Kha Hoa, nguyên đại sứ Trung Quốc tại Anh vào đầu những năm 1980. Cuộc hôn nhân của Tập Cận Bình và Kha Linh Linh kéo dài 3 năm và kết thúc năm 1982. Hai người được biết là cãi nhau "hầu hết tất cả các ngày", và sau cuộc ly hôn, Kha Linh Linh chuyển đến Anh.
Ngày 1 tháng 9 năm 1987, tại thành phố Hạ Môn, tỉnh Phúc Kiến, ông kết hôn với ca sĩ dân gian nổi bật người Trung Quốc Bành Lệ Viện. Tập và Bành được giới thiệu bởi những người bạn của họ như nhiều cặp đôi Trung Quốc trong những năm 1980. Tập theo như người ta nói là thành viên học viện trong suốt thời gian họ tìm hiểu, yêu cầu về những kĩ thuật hát. Bành Lệ Viên, một cái tên quen thuộc trong Trung Quốc, đã được công chúng biết nhiều hơn so với Tập cho đến khi Tập đạt được những thành công chính trị sau này. Hai người thường xuyên sống xa nhau do sự khác biệt về nghề nghiệp. Bành đã đóng vai trò quan trọng hơn với tư cách là "Đệ nhất Phu nhân" của Trung Quốc so với những người tiền nhiệm; ví dụ, Bành đã tiếp đãi Đệ nhất Phu nhân của Hoa Kỳ là Michelle Obama vào chuyến thăm cấp cao tới Trung Quốc vào tháng 3 năm 2014. Bà là ca sĩ, Thiếu tướng của Lực lượng văn công Giải phóng quân Nhân dân Trung Quốc. Hai ông bà có một con gái là Tập Minh Trạch, người đã tốt nghiệp Đại học Harvard vào mùa xuân 2015. Trong thời gian tại Harvard, cô đã dùng tên giả và đã học Tâm lý học và tiếng Anh. Gia đình Tập có một ngôi nhà tại đồi Xuân Ngọc, một khu vườn và khu vực nhà ở phía Tây Bắc Bắc Kinh chạy ngang qua trước Ủy ban quân sự Trung ương.
Tháng 6 năm 2012 Tờ báo Bloomberg đã công bố rằng, những thành viên gia đình Tập Cận Bình có những lợi nhuận kinh doanh đáng kể, tuy nhiên không có bằng chứng ông đã can thiệp để giúp đỡ họ. Trang mạng của Bloomberg sau khi công bố tin này không còn truy cập được ở Trung Quốc nữa trong một phản ứng tới bài báo. Khi Tập Cận Bình chuẩn bị mở chiến dịch chống tham nhũng, tờ báo The New York Times cho là có bằng chứng cho thấy Tập Cận Bình hối thúc gia đình bán bớt cổ phiếu và bất động sản của chính họ đã có được từ năm 2012 nhằm giảm đi điều tiếng cho ông.

### Tính cách
Bành đã mô tả Tập như một người làm việc chăm chỉ và thực tế: "Khi ông trở về nhà, tôi đã không bao giờ cảm thấy như có một vị lãnh tụ trong nhà. Trong mắt tôi, ông chỉ là chồng tôi." Tập đã được mô tả trong một bài báo của The Washington Post năm 2011 bởi những người đã biết ông như "thực dụng, nghiêm túc, thận trọng, chăm chỉ, thực tế và có chừng mực". Ông đã được miêu tả như một người có kinh nghiệm trong giải quyết vấn đề và "dường như không quan tâm vòng hào quang của địa vị cao". Ông cũng được biết là yêu thích phim Hoa Kỳ như Giải cứu binh nhì Ryan, Điệp vụ Boston, Bố già. Ông cũng là một fan của loạt phim truyền hình của HBO Trò chơi vương quyền, phải xem phiên bản tóm tắt do lịch làm việc dày đặc. Ông cũng đã khen ngợi nhà làm phim độc lập Giả Chương Kha. Ông cũng thích chơi bóng đá, leo núi, đi bộ, bóng chuyền và bơi. Ông đã có lần nói rằng ông sẽ bơi 1 km và đi bộ mỗi ngày miễn là có thời gian.

## Đánh giá
| “                                        | "Ông là một người thận trọng đã từng nếm trải rất nhiều gian nan, khổ cực"... "Tôi xếp ông ấy vào mẫu người như Nelson Mandela. Một người đàn ông với sự tiết chế cảm xúc đến kinh ngạc, một con người không bao giờ để nỗi đau khổ và bất hạnh của mình tác động đến các quyết định đưa ra". | ” |
| — Cựu thủ tướng Singapore, Lý Quang Diệu | |   |

| “                                   | "Ấn tượng chung về Tập Cận Bình là, ông là một người rất thận trọng" - Cao Trí Khai, một nhà bình luận chính trị tại Bắc Kinh nói: "Trước công chúng, ông ấy rất cẩn thận. Ông ấy không phải là người dễ thể hiện cảm xúc, ít nhất là trước công chúng". | ” |
| — Thái An (Báo VietNamNet tổng hợp) | |   |

- Về đối ngoại, khi sang thăm México, ông có bình luận về việc một số người nước ngoài chỉ trích chính sách đối ngoại của Trung Quốc: "Có một số người nước ngoài buồn tẻ, với cái bụng căng tròn, những người chẳng có gì hay ho hơn là chỉ ngón tay vào Trung Quốc. Thứ nhất, Trung Quốc không xuất khẩu Cách mạng; thứ 2 Trung Quốc cũng không xuất khẩu đói nghèo; và thứ 3, Trung Quốc không đến để gây ra những cơn nhức đầu, có gì phải nói thêm hay không?".[70]
- Về tinh thần yêu chuộng hòa bình của người Trung Quốc (ngày 15 tháng 5 năm 2014):

| “ | Trong máu người Trung Quốc không có gen xâm lược | ” |

- Về chủ quyền Hoàng Sa, Trường Sa, ông Tập nói trong bài phát biểu tại Đại học Quốc gia Singapore, nhân chuyến thăm Singapore ngày 7.11.2015, theo AFP [105]:

| “ | "Xin hãy để tôi nói rõ: những hòn đảo trên Biển Đông là thuộc lãnh thổ Trung Quốc kể từ thời xa xưa" | ” |

## Danh dự
- The Golden Olympic order (2013)[106]
- Bỉ: Grand Cordon of the Order of Leopold (ngày 30 tháng 3 năm 2014)[65]
- Venezuela: Grand Cordon of the Order of the Liberator (2014)[65]
- Cuba: Order of José Martí (ngày 22 tháng 7 năm 2014)[65]
- Pakistan: Nishan-e-Pakistan (2015)[65]
- Saudi Arabia: Order of Abdulaziz al Saud (2016)[65]
- Serbia: Order of the Republic of Serbia of the first order (2016)[107]
- Belarus: Order for Promotion of Peace and Friendship (2016)[108]
- Peru: Medal of Honor (2016)[65]
- Palestine: Grand Collar of the State of Palestine (2017)[109]
- Nga: Knight of the Order of Saint Andrew (2017)[110]
- UAE: Order of Zayed (2018)[111]
- Argentina: Collar of the Order of the Liberator General San Martin (2018)[112]
- Kyrgyzstan: Order of Manas (2019)[113]
- Tajikistan: Order of the Crown (2019)[114]